# Liste der Kulturdenkmale in Halberstadt
In der Liste der Kulturdenkmale in Halberstadt sind alle Kulturdenkmale der Stadt Halberstadt (Landkreis Harz) und ihrer Ortsteile aufgelistet. Grundlage ist das Denkmalverzeichnis des Landes Sachsen-Anhalt, das auf Basis des Denkmalschutzgesetzes des Landes Sachsen-Anhalt vom 21. Oktober 1991 durch das Landesamt für Denkmalpflege und Archäologie Sachsen-Anhalt erstellt und seither laufend ergänzt wurde (Stand: 31. Dezember 2024).

## Übersicht
Wegen der großen Anzahl von Kulturdenkmalen in Halberstadt werden die Kulturdenkmale in einzelnen Ortsteilen auch in separaten Teillisten aufgeführt.
- Aspenstedt
- Athenstedt
- Böhnshausen
- Emersleben
- Klein Quenstedt
- Langenstein
- Mahndorf
- Neu Runstedt
- Sargstedt
- Schachdorf Ströbeck
- Wehrstedt

- Ehemalige Kulturdenkmale

## Kulturdenkmale in Halberstadt nach Straßen

### A
| Lage                                                               | Bezeichnung                   | Beschreibung | Erfassungs- nummer | Ausweisungsart               | Bild                          |
| ------------------------------------------------------------------ | ----------------------------- | --- | ------------------ | ---------------------------- | ----------------------------- |
| Teile der Flurstücke 23-139/46 und 23-140/46 (Thekenberge) (Karte) | Kriegerdenkmal                | Medingschanze | 107 50003          | Baudenkmal                   | Kriegerdenkmal                |
| Abtshof 14, 15, 16, 17 (Karte)                                     | Bürogebäude                   | | 094 02835          | Baudenkmal                   | Bürogebäude                   |
| Abtshof 20 (Karte)                                                 | Wohnhaus                      | | 094 02913          | Baudenkmal                   | Wohnhaus                      |
| Altstadt (Karte)                                                   | Altstadt                      | Die Altstadt befindet sich im wesentlich im Kreis um den Dom von Halberstadt. Der Kern der Stadt befindet sich westlich des Domes und ist wohl um 800 entstanden. Im Zweiten Weltkrieg wurde die Altstadt bis auf die Unterstadt zerstört. Der Wiederaufbau nach dem Krieg zerstörte weitere Häuser. Ab 1990 wurde versucht die Altstadt um Fischmarkt und Holzmarkt zu rekonstruieren. | 094 12833          | Denkmalbereich               | BW                            |
| Alte Blankenburger Heerstraße 31 (Karte)                           | Wohnhaus                      | Haus Frohwein, Standort: ; Flur: 23, Flurstück: 12/1 südwestlich der Stadt in der Goldbachniederung unterhalb des Landschaftsparkes Spiegelsberge mit Bismarckturm | 107 15044          | Baudenkmal                   | Wohnhaus                      |
| Am Berge 1a (Karte)                                                | Wohnhaus Am Berge 1a          | zweigeschossiges Fachwerkhaus vom Ende des 19. Jahrhunderts | 094 02707          | Baudenkmal                   | Wohnhaus Am Berge 1a          |
| Am Berge 2 (Karte)                                                 | Wohnhaus Am Berge 2           | zweigeschossiges Fachwerkwohnhaus aus der zweiten Hälfte des 18. Jahrhunderts | 094 02708          | Baudenkmal                   | Wohnhaus Am Berge 2           |
| Am Berge 6 (Karte)                                                 | Wohnhaus                      | | 094 02709          | Baudenkmal                   | Weitere Bilder                |
| Am Burchardianger 2 (Karte)                                        | Villa                         | | 094 02720          | Baudenkmal                   | Villa                         |
| Am Burcharditor 2 (Karte)                                          | Schule                        | | 094 02723          | Baudenkmal                   | Schule                        |
| Am Cecilienstift 1 (Karte)                                         | Diakonissenhaus Cecilienstift | Diakonissenhaus | 094 02765          | Baudenkmal                   | Diakonissenhaus Cecilienstift |
| Am Cecilienstift 1                                                 | Kapelle                       | Kapelle | 094 02765 001      | Teilobjekt eines Baudenkmals |                               |
| Am Friedhof (Karte)                                                | Städtischer Friedhof          | Friedhof | 094 02777          | Baudenkmal                   | Weitere Bilder                |
| Am Friedhof, an der Straße nach Klein Quenstedt                    | Friedhof                      | Friedhof | 094 02777 001      | Teilobjekt eines Baudenkmals |                               |
| Am Johanniskloster 9 (Karte)                                       | Wirtschaftsgebäude            | | 094 02865          | Baudenkmal                   | Wirtschaftsgebäude            |
| Am Kloster 1, Burchardistraße (Karte)                              | Kloster Sankt Burchardi       | Kloster Das Kloster St. Burchardi ist ein ehemaliges Kloster der Zisterzienserinnen in Halberstadt. Entstanden ist es 1186, der Gründer war Bischof Burchard I. von Halberstadt, es ist auch der Namensgeber. Das Kloster wurde am 1. Oktober 1810 aufgehoben. Seit dem Jahr 2001 wird hier das Orgelwerk ORGAN²/ASLSP von John Cage aufgeführt.                                        | 094 02729          | Baudenkmal                   | Weitere Bilder                |
| Am Kloster 1                                                       | Kirche                        | Kirche | 094 02729 001      | Teilobjekt eines Baudenkmals |                               |
| Am Kloster, Burchardistraße                                        | Garten                        | Garten | 094 02729 002      | Teilobjekt eines Baudenkmals |                               |
| Am Kulk 10 (Karte)                                                 | Kaufmannshaus                 | | 094 02931          | Baudenkmal                   | Weitere Bilder                |
| Am Wassertor (Karte)                                               | Stadtmauerturm                | | 094 02997          | Baudenkmal                   | Stadtmauerturm                |
| Antoniusstraße 7 (Karte)                                           | Ackerbürgerhof                | | 094 50568          | Baudenkmal                   | Weitere Bilder                |
| Antoniusstraße 14, 15 (Karte)                                      | Wohnhaus                      | | 094 50569          | Baudenkmal                   | Weitere Bilder                |
| Antoniusstraße 19 (Karte)                                          | Kirche                        | Franzosenkirche | 094 50570          | Baudenkmal                   | Weitere Bilder                |
| August-Heine-Weg 6 (Karte)                                         | Wohnhaus                      | | 094 12839          | Baudenkmal                   | Weitere Bilder                |

### B
| Lage                                                                                  | Bezeichnung             | Beschreibung | Erfassungs- nummer | Ausweisungsart | Bild            |
| ------------------------------------------------------------------------------------- | ----------------------- | --- | ------------------ | -------------- | --------------- |
| Bahnhofstraße, Wehrstedter Straße (Karte)                                             | Bahnhof                 | Hauptbahnhof Halberstadt, Bahnbetriebswerk Halberstadt | 094 12797          | Baudenkmal     | Bahnhof         |
| Bakenstraße (Karte)                                                                   | Litfaßsäule             | Die Litfaßsäule befindet sich vor dem Haus Nummer 28. | 094 02838          | Kleindenkmal   | Litfaßsäule     |
| Bakenstraße 22 (Karte)                                                                | Ackerbürgerhof          | | 094 02873          | Baudenkmal     | Ackerbürgerhof  |
| Bakenstraße 23 (Karte)                                                                | Kaufmannshaus           | | 094 02926          | Baudenkmal     | Kaufmannshaus   |
| Bakenstraße 25 (Karte)                                                                | Wohnhaus                | | 094 02872          | Baudenkmal     | Wohnhaus        |
| Bakenstraße 27 (Karte)                                                                | Wohnhaus                | | 094 02868          | Baudenkmal     | Wohnhaus        |
| Bakenstraße 33 (Karte)                                                                | Wohnhaus                | | 094 02858          | Baudenkmal     | Wohnhaus        |
| Bakenstraße 37 (Karte)                                                                | Wohn- und Geschäftshaus | | 094 12788          | Baudenkmal     | Weitere Bilder  |
| Bakenstraße 39 (Karte)                                                                | Wohnhaus                | | 094 02886          | Baudenkmal     | Wohnhaus        |
| Bakenstraße 40 (Karte)                                                                | Wohnhaus                | | 094 02885          | Baudenkmal     | Wohnhaus        |
| Bakenstraße 41 (Karte)                                                                | Wohnhaus                | | 094 02884          | Baudenkmal     | Wohnhaus        |
| Bakenstraße 46 (Karte)                                                                | Wohnhaus                | | 094 02864          | Baudenkmal     | Wohnhaus        |
| Bakenstraße 47 (Karte)                                                                | Wohnhaus                | | 094 02863          | Baudenkmal     | Weitere Bilder  |
| Bakenstraße 48 (Karte)                                                                | Wohnhaus                | | 094 02862          | Baudenkmal     | Wohnhaus        |
| Bakenstraße 56 (Karte)                                                                | Wohnhaus                | | 094 02869          | Baudenkmal     | Weitere Bilder  |
| Bakenstraße 61 (Karte)                                                                | Wohnhaus                | Das Wohnhaus befindet sich im Flur 40, Flurstück 164, Altstadt nordwestlich der Domfreiheit. | 094 02874          | Baudenkmal     | Wohnhaus        |
| Bakenstraße 63 (Karte)                                                                | Ackerbürgerhof          | | 094 02875          | Baudenkmal     | Ackerbürgerhof  |
| Bakenstraße 66 (Karte)                                                                | Ackerbürgerhaus         | | 094 02876          | Baudenkmal     | Ackerbürgerhaus |
| Bakenstraße 67 (Karte)                                                                | Wohnhaus                | | 094 02877          | Baudenkmal     | Wohnhaus        |
| Beckerstraße 68, 69, 70, 71, 72, 73, 74, 75, 76, Kleine Ringstraße 1, 2, 3, 4 (Karte) | Häusergruppe            | | 094 02782          | Denkmalbereich | Weitere Bilder  |
| Beethovenstraße 2 (Karte)                                                             | Villa                   | | 094 02815          | Baudenkmal     | Weitere Bilder  |
| Bernhard-Thiersch-Straße 1 (Karte)                                                    | Villa                   | | 094 50577          | Baudenkmal     | Weitere Bilder  |
| Bernhard-Thiersch-Straße 6 (Karte)                                                    | Villa                   | | 094 50578          | Baudenkmal     | Weitere Bilder  |
| Bismarckstraße 1, 2, 3, 4, 5, 6, 12, 13, 14, 15, 64, und weitere (Karte)              | Häusergruppe            | zugehörige Adressen Bismarckstraße 1, 2, 3, 4, 5, 6, 12, 13, 14, 15, 64, 65, 66, 69, 69a, 70, 71, 72 Friedrich-Ebert-Straße 3, 4, 5, 6, 7, 8, 9 Johann-Sebastian-Bach-Straße 1, 2, 3, 4, 14, 35, 36, 37, 38, 39, 40, 56, Spiegelstraße 56, 57 Thomas-Müntzer-Straße 1, 2, 3, 4, 5, 6, 24, 25, 26, 33, 34, 35, 40, 41, 42, 43, 44, 45, 46, 47, 48, 49, 50, 51, 52, 53, 54, 69, 70, 71, 72, 73, 74 | 094 02697          | Denkmalbereich | Weitere Bilder  |
| Bismarckstraße 15–28 (Karte)                                                          | Wohnhaus                | | 094 02852          | Denkmalbereich | Weitere Bilder  |
| Bismarckstraße 27 (Karte)                                                             | Wohnhaus                | | 094 03034          | Baudenkmal     | Weitere Bilder  |
| Bismarckstraße 28 (Karte)                                                             | Wohnhaus                | | 094 03035          | Baudenkmal     | Weitere Bilder  |
| Bismarckstraße 29 (Karte)                                                             | Kindergarten            | | 094 03031          | Baudenkmal     | Weitere Bilder  |
| Bismarckstraße 54 (Karte)                                                             | Villa                   | | 094 03032          | Baudenkmal     | Villa           |
| Bismarckstraße 55, 56 (Karte)                                                         | Wohnhaus                | Doppelhaus | 094 03033          | Baudenkmal     | Weitere Bilder  |
| Bismarckstraße 58, 59, 60 (Karte)                                                     | Häusergruppe            | | 094 03036          | Denkmalbereich | Weitere Bilder  |
| Bismarckstraße 63, 63a (Karte)                                                        | Schule                  | ehemalige Gleim-Schule, jetzt Apotheke und Gesundheitszentrum | 094 03038          | Baudenkmal     | Weitere Bilder  |
| Bleichstraße (Karte)                                                                  | Schule                  | Die Volksschule II befindet sich an der Ecke Hospitalstraße. | 094 02773          | Baudenkmal     | Weitere Bilder  |
| Bleichstraße 2 (Karte)                                                                | Villa                   | Villa, aktuelle Adressen Bleichstraße 3a | 094 02772          | Baudenkmal     | Villa           |
| Bleichstraße 17 (Karte)                                                               | Wohn- und Geschäftshaus | Leinenweberhaus | 094 02775          | Baudenkmal     | Weitere Bilder  |
| Bödcherstraße 1 (Karte)                                                               | Wohnhaus                | | 094 02912          | Baudenkmal     | Wohnhaus        |
| Bödcherstraße 2 (Karte)                                                               | Badeanstalt             | Städtische Badeanstalt | 094 02900          | Baudenkmal     | Badeanstalt     |
| Braunschweiger Straße (Karte)                                                         | Kosakengrab             | Grabmal für 1813 gefallene Kosaken | 094 02718          | Baudenkmal     | Kosakengrab     |
| Braunschweiger Straße 8 (Karte)                                                       | Landhaus                | Rosenschlößchen | 094 02722          | Baudenkmal     | Landhaus        |
| Braunschweiger Straße 1–5 (Karte)                                                     | Gasthof                 | Gasthof | 094 02728          | Baudenkmal     | Weitere Bilder  |
| Breiter Weg 22                                                                        | Kaufhaus                | Kaufhaus 2024 als Denkmal ausgewiesen | 094 19145          | Baudenkmal     |                 |
| Breiter Weg 34                                                                        | Ein Tag am Strand       | Wandbild im Inneren des Gebäudes an der Westwand, Im Jahr 2023 in das Denkmalverzeichnis eingetragen. | 094 18956          | Baudenkmal     |                 |

### C
| Lage                     | Bezeichnung | Beschreibung | Erfassungs- nummer | Ausweisungsart | Bild           |
| ------------------------ | ----------- | --- | ------------------ | -------------- | -------------- |
| Carl-Ebel-Weg 2a (Karte) | Villa       | Die Villa Mehler befindet sich im Flur: 44, Flurstück: 220/29, nördlich der Altstadt, am Nordrand der Holtemme Niederung. Aktuelle Adresse: Hinter der Bleiche 2b | 107 15042          | Baudenkmal     | Weitere Bilder |

### D
| Lage                                                              | Bezeichnung                           | Beschreibung | Erfassungs- nummer | Ausweisungsart               | Bild                     |
| ----------------------------------------------------------------- | ------------------------------------- | --- | ------------------ | ---------------------------- | ------------------------ |
| Dominikanerstraße (Karte)                                         | Dominikanerkloster Sankt Katharinen   | Kloster | 094 02929          | Baudenkmal                   | Weitere Bilder           |
| Dominikanerstraße                                                 | Kirche                                | Kirche | 094 02929 001      | Teilobjekt eines Baudenkmals |                          |
| Dominikanerstraße 2 (Karte)                                       | Wohn- und Geschäftshaus               | | 094 02930          | Baudenkmal                   | Weitere Bilder           |
| Dominikanerstraße 3 (Karte)                                       | Wohn- und Geschäftshaus               | Kölpinghaus | 094 02959          | Baudenkmal                   | Wohn- und Geschäftshaus  |
| Domplatz 1, 1a, 2, 3, 4, 5, 6, 7, 8, 9 und weitere Häuser (Karte) | Domfreiheit                           | | 107 30002          | Denkmalbereich               | Domfreiheit              |
| Domplatz 1 (/ Unter den Zwicken / Westendorf) (Karte)             | Postamt                               | | 094 02829          | Baudenkmal                   | Weitere Bilder           |
| Domplatz 2 (Karte)                                                | Wohnhaus                              | | 094 02977          | Baudenkmal                   | Wohnhaus                 |
| Domplatz 3 (Karte)                                                | Kurie                                 | Kurie und Einfriedung | 094 02976          | Baudenkmal                   | Kurie                    |
| Domplatz 4 (Karte)                                                | Wohnhaus                              | | 094 02828          | Baudenkmal                   | Wohnhaus                 |
| Domplatz 5 (Karte)                                                | Wohnhaus                              | | 094 12706          | Baudenkmal                   | Wohnhaus                 |
| Domplatz 8 (Karte)                                                | Wohnhaus                              | | 094 02830          | Baudenkmal                   | Wohnhaus                 |
| Domplatz 14 (Karte)                                               | Propstei                              | Dompropstei (Flur 42, Flurstücke 167/168 Domburg im Zentrum der Altstadt an der Ecke Unter den Zwicken) | 094 02975          | Baudenkmal                   | Weitere Bilder           |
| Domplatz 16, 17 (Karte)                                           | Schule                                | Domgymnasium (Flur 42, Flurstück 232 Domburg im Zentrum der Altstadt) | 094 02974          | Baudenkmal                   | Weitere Bilder           |
| Domplatz 16a (Karte)                                              | Dom Sankt Stephanus und Sankt Sixtus  | Flur 42, Flurstück 173 Domburg im Zentrum der Altstadt | 094 02972          | Baudenkmal                   | Weitere Bilder           |
| Domplatz 18 (Karte)                                               | Pfarrhaus                             | (Flur 42, Flurstück 170 Domburg im Zentrum der Altstadt) | 094 02973          | Baudenkmal                   | Weitere Bilder           |
| Domplatz 31 (Karte)                                               | Museum                                | Gleimhaus | 094 02987          | Baudenkmal                   | Weitere Bilder           |
| Domplatz 32 (Karte)                                               | Toranlage                             | | 094 02988          | Baudenkmal                   | Toranlage                |
| Domplatz 33 (Karte)                                               | Kurie                                 | Stolbergische Kurie | 107 15040          | Baudenkmal                   | Weitere Bilder           |
| Domplatz 34 (Karte)                                               | Kurie                                 | | 094 02990          | Baudenkmal                   | Kurie                    |
| Domplatz 35 (Karte)                                               | Wohnhaus                              | | 094 02989          | Baudenkmal                   | Wohnhaus                 |
| Domplatz 36 (Karte)                                               | Museum Heineanum                      | Spiegel'sche Kurie | 094 03041          | Baudenkmal                   | Museum Heineanum         |
| Domplatz 40 (Karte)                                               | Palais                                | Palais von dem Busche | 107 15041          | Baudenkmal                   | Weitere Bilder           |
| Domplatz 41 (Karte)                                               | Wohnhaus                              | | 094 02986          | Baudenkmal                   | Weitere Bilder           |
| Domplatz 42 (Karte)                                               | Wohnhaus                              | | 094 02985          | Baudenkmal                   | Weitere Bilder           |
| Domplatz 43 (Karte)                                               | Kurie                                 | | 094 02984          | Baudenkmal                   | Weitere Bilder           |
| Domplatz 44 (Karte)                                               | Wohnhaus                              | | 094 02983          | Baudenkmal                   | Weitere Bilder           |
| Domplatz 45 (Karte)                                               | Wohnhaus                              | | 094 02982          | Baudenkmal                   | Wohnhaus                 |
| Domplatz 48 (Karte)                                               | Wohnhaus (Hintergebäude)              | | 094 02981          | Baudenkmal                   | Wohnhaus (Hintergebäude) |
| Domplatz 49 (Karte)                                               | Palast                                | Petershof | 094 02980          | Baudenkmal                   | Palast                   |
| Domplatz (Karte)                                                  | Kollegiatstift Beatae Mariae Virginis | Kloster Unser Lieber Frauen, Liebfrauenkirche | 094 02978          | Baudenkmal                   | Weitere Bilder           |
| Domplatz 50                                                       | Kirche                                | Kirche | 094 02978 001      | Teilobjekt eines Baudenkmals |                          |
| Dostojewskistraße (Karte)                                         | Plastik                               | Plastik, 2021 als Baudenkmal ausgewiesen | 094 18791          | Baudenkmal                   | Weitere Bilder           |
| Düsterngraben 3 (Karte)                                           | Wohnhaus                              | Errichtet im 16. Jahrhundert und seit dieser Zeit Gaststätte bis Anfang der 1980er Jahre. Der Name „Thüringer Schenke“ taucht erst 1933 auf. Neubau nach der Wende. Fachwerk nach originalen Resten neu vorgeblendet. | 094 12833          | Denkmalbereich               | Weitere Bilder           |
| Düsterngraben 12 (Karte)                                          | Wohn- und Geschäftshaus               | | 094 02825          | Baudenkmal                   | Wohn- und Geschäftshaus  |

### E
| Lage | Bezeichnung | Beschreibung | Erfassungs- nummer | Ausweisungsart | Bild           |
| --- | ----------- | --- | ------------------ | -------------- | -------------- |
| Ebereschenhof 1, 2a, 2b, 3a, 3b, 4a, 4b, 4c, 5, 7a, 7b, 8a, 8b, 9a, 9b, 9c, Florian-Geyer-Straße 2a, 2b (Karte) | Kaserne     | Ehemalige Kavalleriekaserne, heute steht nur noch Gebäude Nr.5 als Wirtschaftsgebäude der HaWoGe-Spiele-Magazin (saniert) und Gebäude 6 A ein historischer (Sand(?))-Steinbau, Aktuelle Adresse: Florian-Geyer-Straße | 094 03020          | Denkmalbereich | Weitere Bilder |

### F
| Lage | Bezeichnung                                        | Beschreibung                                | Erfassungs- nummer | Ausweisungsart | Bild                                               |
| --- | -------------------------------------------------- | ------------------------------------------- | ------------------ | -------------- | -------------------------------------------------- |
| Fischmarkt, an der Martinskirche (Karte) | Brunnen                                            |                                             | 094 02950          | Baudenkmal     | Brunnen                                            |
| Florian-Geyer-Straße 1a | Tankstelle                                         | Tankstelle 2022 als Baudenkmal ausgewiesen. | 094 18814          | Baudenkmal     |                                                    |
| Florian-Geyer-Straße 78, 79 (Karte) | Wohnhaus                                           |                                             | 094 02713          | Denkmalbereich | Wohnhaus                                           |
| Franziskanerstraße 2 (Karte) | Gymnasium                                          | Wohnhaus, ehemaliges Gymnasium              | 094 02971          | Baudenkmal     | Weitere Bilder                                     |
| Franziskanerstraße (Karte) | Katholische Pfarr- und Klosterkirche Sankt Andreas |                                             | 094 02969          | Baudenkmal     | Katholische Pfarr- und Klosterkirche Sankt Andreas |
| Franziskanerstraße (Karte) | Kirche                                             | St.Andreas                                  | 094 03093          | Baudenkmal     | Kirche                                             |
| Friedenstraße 1, 2, 3, 4, 5, 6, 12, 13, 14, 15, 16, 17, 18, 19, 29, 21, 24, 25, 26, 27, 43, 44, 45, 46, 47, 48, Johann-Sebastian-Bach-Straße 23 (Karte) | Villenkolonie                                      |                                             | 094 02687          | Denkmalbereich | Weitere Bilder                                     |
| Friedenstraße 12 (Karte) | Wohnhaus                                           |                                             | 094 02693          | Baudenkmal     | Wohnhaus                                           |
| Friedenstraße 13 (Karte) | Wohnhaus                                           |                                             | 094 02692          | Baudenkmal     | Wohnhaus                                           |
| Friedenstraße 49 (Karte) | Villa                                              |                                             | 094 03023          | Baudenkmal     | Villa                                              |
| Friedenstraße 50 (Karte) | Villa                                              |                                             | 094 03024          | Baudenkmal     | Villa                                              |
| Friedenstraße 51 (Karte) | Villa                                              |                                             | 094 03025          | Baudenkmal     | Villa                                              |
| Friedenstraße 52 (Karte) | Villa                                              |                                             | 094 03026          | Baudenkmal     | Villa                                              |
| Friedenstraße 53 (Karte) | Villa                                              |                                             | 094 03027          | Baudenkmal     | Villa                                              |
| Friedenstraße 54, Johann-Sebastian-Bach-Straße 27 (Karte)                                                                                               | Wohnhaus                                           |                                             | 094 02688          | Baudenkmal     | Weitere Bilder                                     |
| Friedenstraße 57 (Karte) | Wohnhaus                                           |                                             | 094 02689          | Baudenkmal     | Wohnhaus                                           |
| Friedenstraße 58 (Karte) | Wohnhaus                                           |                                             | 094 02690          | Baudenkmal     | Wohnhaus                                           |
| Friedenstraße 59 (Karte) | Wohnhaus                                           |                                             | 094 02691          | Baudenkmal     | Wohnhaus                                           |
| Friedenstraße 66 (Karte) | Wohnhaus                                           |                                             | 094 02694          | Baudenkmal     | Wohnhaus                                           |
| Friedrich-Ebert-Straße (Karte) | Wachturm nicht mehr existent                       | DDR-Verkehrsleitturm                        | 094 25509          | Kleindenkmal   | BW                                                 |
| Friedrich-Ebert-Straße 10, Thomas-Müntzer-Straße 74 (Karte)                                                                                             | Kulturhaus                                         | Haus des Friedens                           | 094 02820          | Baudenkmal     | Weitere Bilder                                     |
| Friedrich-Ebert-Straße 40, 41, 42 (Karte) | ehemalige Kaserne der Seydlitzkürassiere           | Landratsamt                                 | 094 02821          | Baudenkmal     | Weitere Bilder                                     |

### G
| Lage | Bezeichnung        | Beschreibung                                                             | Erfassungs- nummer | Ausweisungsart | Bild               |
| --- | ------------------ | ------------------------------------------------------------------------ | ------------------ | -------------- | ------------------ |
| Gebrüder-Rehse-Straße 10 (Karte) | Badeanstalt        |                                                                          | 094 02818          | Denkmalbereich | Weitere Bilder     |
| Gerberstraße 10 (Karte) | Hotel              | Sankt Florian                                                            | 094 02826          | Baudenkmal     | Hotel              |
| Gerhart-Hauptmann-Straße (Karte) | Ruine              |                                                                          | 094 02970          | Baudenkmal     | Ruine              |
| Gleimstraße 5 (Karte) | Hospital           | St. Salvator Krankenhaus, alter Gebäudekomplex, bestehend aus 3 Gebäuden | 094 02861          | Baudenkmal     | Weitere Bilder     |
| Gleimstraße 7 (Karte) | Landhaus           |                                                                          | 094 02847          | Baudenkmal     | Landhaus           |
| Gleimstraße 10 (Karte) | Altenheim          |                                                                          | 094 02845          | Baudenkmal     | Altenheim          |
| Gleimstraße 11 (Karte) | Altenheim          |                                                                          | 094 02928          | Baudenkmal     | Altenheim          |
| Gleimstraße 13 (Karte) | Wohnhaus           |                                                                          | 094 03007          | Baudenkmal     | Wohnhaus           |
| Goethestraße 1, Humboldtstraße 29, Mozartstraße 2, 4, 5, 6, 7, 29, 30, 31, Spiegelsbergenweg 4, 5, 6, 7, 8, 11, 12 6 13, 14, 15, 99, 100, 101, 102, 104, 104b, 105, 106, 107, 108, 110, 83? (Karte) | Villenkolonie      |                                                                          | 094 03063          | Denkmalbereich | Weitere Bilder     |
| Grauer Hof 4 (Karte) | Handwerkerhaus     |                                                                          | 094 02844          | Baudenkmal     | Handwerkerhaus     |
| Grauer Hof 7, 8 (Karte) | Handwerkerhaus     |                                                                          | 094 02836          | Baudenkmal     | Handwerkerhaus     |
| Grauer Hof 24 (Karte) | Wohnhaus           |                                                                          | 094 02837          | Baudenkmal     | Wohnhaus           |
| Grauer Hof 28 (Karte) | Wohnhaus           |                                                                          | 094 02843          | Baudenkmal     | Wohnhaus           |
| Grauer Hof 30 (Karte) | Handwerkerhaus     |                                                                          | 094 02888          | Baudenkmal     | Handwerkerhaus     |
| Grauer Hof 31 (Karte) | Handwerkerhaus     |                                                                          | 094 02887          | Baudenkmal     | Handwerkerhaus     |
| Gröperstraße 10 (Karte) | Handwerkerhaus     |                                                                          | 094 02924          | Baudenkmal     | Weitere Bilder     |
| Gröperstraße 14 (Karte) | Wohnhaus           | Hinter der Gröperstraße 14                                               | 094 02925          | Baudenkmal     | Wohnhaus           |
| Gröperstraße 20 (Karte) | Ackerbürgerhaus    | Nach Brand nur noch Portal erhalten                                      | 094 02922          | Baudenkmal     | Ackerbürgerhaus    |
| Gröperstraße 21 (Karte) | Wohnhaus           |                                                                          | 094 02921          | Baudenkmal     | Wohnhaus           |
| Gröperstraße 31 (Karte) | Wohnhaus           |                                                                          | 094 02942          | Baudenkmal     | Wohnhaus           |
| Gröperstraße 32 (Karte) | Wohnhaus           |                                                                          | 094 02940          | Baudenkmal     | Wohnhaus           |
| Gröperstraße 33 (Karte) | Pfarrhof           | Pfarrei St. Burchard                                                     | 094 02938          | Baudenkmal     | Pfarrhof           |
| Gröperstraße 61 (Karte) | Pfarrhaus          |                                                                          | 094 02824          | Baudenkmal     | Pfarrhaus          |
| Gröperstraße 82 (Karte) | Verwaltungsgebäude | Straßenbahndepot Halberstadt mit Elektrizitätswerk                       | 094 02731          | Baudenkmal     | Verwaltungsgebäude |
| Gröperstraße 88 (Karte) | Fabrik             | Zuckerfabrik                                                             | 094 02831          | Baudenkmal     | Fabrik             |
| Große Ringstraße (Karte) | Fabrik             | Fleisch- und Wurstwarenfabrik                                            | 094 02781          | Baudenkmal     | Fabrik             |
| Grudenberg 7 (Karte) | Gutshaus           |                                                                          | 094 02998          | Baudenkmal     | Gutshaus           |
| Grudenberg 8 (Karte) | Wohnhaus           |                                                                          | 094 03043          | Baudenkmal     | Wohnhaus           |
| Grudenberg 11 (Karte) | Wohnhaus           | Freyhaus                                                                 | 094 03042          | Baudenkmal     | Wohnhaus           |

### H
| Lage                                                      | Bezeichnung             | Beschreibung                                                     | Erfassungs- nummer | Ausweisungsart | Bild           |
| --------------------------------------------------------- | ----------------------- | ---------------------------------------------------------------- | ------------------ | -------------- | -------------- |
| Hans-Neupert-Straße (Karte)                               | Weg                     |                                                                  | 094 02819          | Baudenkmal     | Weitere Bilder |
| Hans-Neupert-Straße 10, 11, 12, 13, 14, 15 (Karte)        | Häusergruppe            |                                                                  | 094 02851          | Denkmalbereich | Weitere Bilder |
| Harmoniestraße 49 (Karte)                                 | Wohnhaus                |                                                                  | 094 03022          | Baudenkmal     | Weitere Bilder |
| Harzstraße 16 (Karte)                                     | Reithalle               |                                                                  | 094 03021          | Baudenkmal     | Weitere Bilder |
| Hasenpflugstraße 1, 26 Windhorststraße 16, 17, 18 (Karte) | Häusergruppe            |                                                                  | 094 02957          | Denkmalbereich | Weitere Bilder |
| Hoher Weg 1 (Karte)                                       | Wohnhaus                | Ratsmühle                                                        | 094 02933          | Baudenkmal     | Weitere Bilder |
| Hoher Weg 2 (Karte)                                       | Wohn- und Geschäftshaus |                                                                  | 094 02934          | Baudenkmal     | Weitere Bilder |
| Hoher Weg 51 (Karte)                                      | Wohnhaus                | aktuelle Adresse: Hoher Weg 3, Eckhaus gegenüber Hoher Weg 1 + 2 | 094 02936          | Baudenkmal     | Weitere Bilder |
| Hospitalstraße (Karte)                                    | Kapelle                 | Siechenhofkapelle St. Georg                                      | 094 03006          | Baudenkmal     | Weitere Bilder |
| Hospitalstraße 6, 7 (Karte)                               | Stift                   | Stift                                                            | 094 02710          | Denkmalbereich | Weitere Bilder |
| Hospitalstraße 6, 7 (Karte)                               | Stift                   |                                                                  | 094 02711          | Baudenkmal     | Weitere Bilder |
| Humboldtstraße 29 (Karte)                                 | Villa                   |                                                                  | 094 03013          | Baudenkmal     | Weitere Bilder |
| Huystraße 51, 52, 53 (Karte)                              | Häusergruppe            |                                                                  | 094 02776          | Denkmalbereich | Weitere Bilder |
| Hühnerbrücke 4 (Karte)                                    | Wohnhaus                |                                                                  | 094 03044          | Baudenkmal     | Wohnhaus       |

### J
| Lage                                                        | Bezeichnung             | Beschreibung | Erfassungs- nummer | Ausweisungsart | Bild                    |
| ----------------------------------------------------------- | ----------------------- | ------------ | ------------------ | -------------- | ----------------------- |
| Johann-Sebastian-Bach-Straße 18, 19, 20, 21, 22, 23 (Karte) | Häusergruppe            |              | 094 02695          | Denkmalbereich | Weitere Bilder          |
| Johannesbrunnen 12 (Karte)                                  | Wohn- und Geschäftshaus |              | 094 02899          | Baudenkmal     | Wohn- und Geschäftshaus |
| Johannesbrunnen 14 (Karte)                                  | Wohnhaus                |              | 094 02898          | Baudenkmal     | Wohnhaus                |
| Johannesbrunnen 15 (Karte)                                  | Wohnhaus                |              | 094 02897          | Baudenkmal     | Wohnhaus                |
| Johannesbrunnen 34 (Karte)                                  | Schule                  |              | 094 02914          | Baudenkmal     | Schule                  |
| Judenstraße 26, Innenhof (Karte)                            | Synagoge                |              | 094 03451          | Baudenkmal     | Weitere Bilder          |
| Judenstraße 26 (Karte)                                      | Wohnhaus                |              | 094 03452          | Baudenkmal     | Weitere Bilder          |

### K
| Lage                                                                         | Bezeichnung             | Beschreibung | Erfassungs- nummer | Ausweisungsart | Bild           |
| ---------------------------------------------------------------------------- | ----------------------- | --- | ------------------ | -------------- | -------------- |
| Kehrstraße 50a (Karte)                                                       | Villa                   | Fabrikantenvilla Fam.Heine | 094 02780          | Baudenkmal     | Villa          |
| Käthe-Kollwitz-Platz (Karte)                                                 | Schule                  | Käthe-Kollwitz-Schule, Albert-Schweitzer-Schule | 094 02698          | Denkmalbereich | Weitere Bilder |
| Klamrothstraße 2 (Karte)                                                     | Hotel (Villa Klamroth)  | ehemals Weißes Ross, heute Parkhotel Unter den Linden | 094 02724          | Baudenkmal     | Weitere Bilder |
| Klein-Quenstedter-Straße (Karte)                                             | Grabmal                 | Grabmal der Familie v. Jizycki auf dem Friedhof | 094 02778          | Baudenkmal     | Weitere Bilder |
| Klein-Quenstedter-Straße, Friedhof (Karte)                                   | Grabmal                 | Grabmal der Familie Zimmermann | 094 02784          | Baudenkmal     | Weitere Bilder |
| Klein-Quenstedter-Straße Friedhof (Karte)                                    | Grabmal                 | Grabstätte der Familie Klamroth Grabstelle erhielt besondere Ehrung, da Hans Georg Klamroth aktiv an der Vorbereitung des Hitler-Attentats am 20. Juli beteiligt gewesen war. | 094 02785          | Baudenkmal     | Weitere Bilder |
| Klopstockstraße 8                                                            | Bahnhof                 | Bahnhof 2024 als Denkmal ausgewiesen | 094 18928          | Baudenkmal     |                |
| Klussiedlung am Nordhang der Klusberge, 3 km südlich von Halberstadt (Karte) | Kapelle                 | Klusfelsen | 107 50002          | Baudenkmal     | BW             |
| Klusstraße 1, 2, 3, 4, 5, 6, 7, 8, 9 (Karte)                                 | Wohn- und Geschäftshaus | | 094 02951          | Denkmalbereich | Weitere Bilder |
| Klusstraße 28 (Karte)                                                        | Gaststätte              | | 094 02952          | Baudenkmal     | Weitere Bilder |
| Klusstraße 36, 37, 37a, 37b, 37c (Karte)                                     | Häusergruppe            | Wohnanlage | 094 02954          | Denkmalbereich | Weitere Bilder |
| Kuckucksweg                                                                  | Gedenkstätte            | Gedenkstätte 2024 als Denkmal ausgewiesen | 094 19662          | Baudenkmal     |                |
| Kulkstraße 34 (Karte)                                                        | Bürgerhaus              | Bürgerhaus | 094 02947          | Baudenkmal     | Bürgerhaus     |

### L
| Lage                      | Bezeichnung                              | Beschreibung                                                                                                   | Erfassungs- nummer | Ausweisungsart | Bild                    |
| ------------------------- | ---------------------------------------- | --- | ------------------ | -------------- | ----------------------- |
| Lichtengraben 5 (Karte)   | Wohn- und Geschäftshaus                  | | 094 02920          | Baudenkmal     | Wohn- und Geschäftshaus |
| Lichtengraben 14 (Karte)  | Wohnhaus                                 | | 094 02916          | Baudenkmal     | Wohnhaus                |
| Lichtengraben 15 (Karte)  | Wohn- und Geschäftshaus Lichtengraben 15 | Wohn- und Geschäftshaus dreigeschossiges, üppig verziertes Kaufmannshaus in Fachwerkbauweise aus dem Jahr 1556 | 094 02915          | Baudenkmal     | Weitere Bilder          |
| Lichtengraben 17a (Karte) | Wohnhaus                                 | Wohnhaus | 094 02917          | Baudenkmal     | Wohnhaus                |

### M
| Lage                                          | Bezeichnung             | Beschreibung    | Erfassungs- nummer | Ausweisungsart | Bild           |
| --------------------------------------------- | ----------------------- | --------------- | ------------------ | -------------- | -------------- |
| Magdeburger Straße 2 (Karte)                  | Bürogebäude             |                 | 094 02771          | Baudenkmal     | Weitere Bilder |
| Magdeburger Straße 15 (Karte)                 | Villa                   |                 | 094 02965          | Baudenkmal     | Weitere Bilder |
| Magdeburger Straße 16 (Karte)                 | Villa                   |                 | 094 02769          | Baudenkmal     | Weitere Bilder |
| Magdeburger Straße 24 (Karte)                 | Amtshaus                | Knappschaftsamt | 094 02783          | Baudenkmal     | Weitere Bilder |
| Magdeburger Straße 26, 27 (Karte)             | Häusergruppe            |                 | 094 02768          | Denkmalbereich | Weitere Bilder |
| Magdeburger Straße 37 (Karte)                 | Villa                   |                 | 094 03140          | Baudenkmal     | Weitere Bilder |
| Magdeburger Straße 52 (Karte)                 | Villa Koecher           |                 | 094 02770          | Baudenkmal     | Weitere Bilder |
| Martiniplan (Karte)                           | Kirche St. Martini      |                 | 094 03141          | Baudenkmal     | Weitere Bilder |
| Martinplan (Karte)                            | Skulptur                | Rolandfigur     | 094 02949          | Baudenkmal     | Skulptur       |
| Marx-Engels-Platz (Karte)                     | Wohn- und Geschäftshaus | Hexen-Drogerie  | 094 12363          | Baudenkmal     | Weitere Bilder |
| Maybachstraße 1, 2, 3, 4, 7, 8, 9, 10 (Karte) | Straßenzug              |                 | 107 30001          | Denkmalbereich | Weitere Bilder |
| Molkenmühlenweg (Karte)                       | Mühle                   | Molkenmühle     | 094 02961          | Baudenkmal     | Weitere Bilder |
| Moritzplan (Karte)                            | Moritzkirche            |                 | 094 02943          | Baudenkmal     | Weitere Bilder |
| Moritzplan 6 (Karte)                          | Wohnhaus                | Unterküsterhaus | 094 02945          | Baudenkmal     | Wohnhaus       |
| Mozartstraße 7 (Karte)                        | Villa                   |                 | 094 03010          | Baudenkmal     | Weitere Bilder |
| Mozartstraße 30 (Karte)                       | Villa                   |                 | 094 03012          | Baudenkmal     | Weitere Bilder |

### N
| Lage                 | Bezeichnung | Beschreibung                                   | Erfassungs- nummer | Ausweisungsart | Bild           |
| -------------------- | ----------- | ---------------------------------------------- | ------------------ | -------------- | -------------- |
| NW 10 Straße (Karte) | Schule      | ehemalige Diesterwegschule, heute Kindergarten | 094 02786          | Baudenkmal     | Weitere Bilder |

### O
| Lage                                                 | Bezeichnung  | Beschreibung | Erfassungs- nummer | Ausweisungsart | Bild           |
| ---------------------------------------------------- | ------------ | ------------ | ------------------ | -------------- | -------------- |
| Oehler Straße 6 (Karte)                              | Wohnhaus     |              | 094 02725          | Baudenkmal     | Weitere Bilder |
| Oehler Straße 29, 30, 31, 32, 33, 34, 35, 36 (Karte) | Häusergruppe |              | 094 02726          | Denkmalbereich | Weitere Bilder |

### P
| Lage                           | Bezeichnung  | Beschreibung | Erfassungs- nummer | Ausweisungsart | Bild           |
| ------------------------------ | ------------ | ------------ | ------------------ | -------------- | -------------- |
| Plantage (Karte)               | Plantage     |              | 094 02799          | Denkmalbereich | Weitere Bilder |
| Plantage 2, 2a (Karte)         | Wohnhaus     |              | 094 02798          | Baudenkmal     | Weitere Bilder |
| Plantage 4, 5, 6, 7, 8 (Karte) | Häusergruppe |              | 094 02796          | Denkmalbereich | Weitere Bilder |
| Poetengang (Karte)             | Denkmal      | Gleimdenkmal | 094 02730          | Baudenkmal     | Weitere Bilder |
| Praetoriusstraße 6 (Karte)     | Villa        |              | 094 02955          | Baudenkmal     | Weitere Bilder |

### Q
| Lage                               | Bezeichnung | Beschreibung | Erfassungs- nummer | Ausweisungsart | Bild           |
| ---------------------------------- | ----------- | ------------ | ------------------ | -------------- | -------------- |
| Quedlinburger Landstraße 2 (Karte) | Tankstelle  |              | 094 02817          | Baudenkmal     | Weitere Bilder |
| Quedlinburger Straße 26 (Karte)    | Wohnhaus    |              | 094 02962          | Baudenkmal     | Weitere Bilder |
| Quedlinburger Straße 77 (Karte)    | Ausspanne   | Haltestelle  | 094 02816          | Baudenkmal     | Weitere Bilder |
| Quedlinburger Straße 80 (Karte)    | Fabrik      |              | 094 03008          | Baudenkmal     | Weitere Bilder |
| Quedlinburger Straße 90 (Karte)    | Fabrik      | Textilfabrik | 094 03009          | Baudenkmal     | Weitere Bilder |

### R
| Lage                                                                                 | Bezeichnung        | Beschreibung | Erfassungs- nummer | Ausweisungsart | Bild           |
| ------------------------------------------------------------------------------------ | ------------------ | --- | ------------------ | -------------- | -------------- |
| Richard-Wagner-Straße 51 (Karte)                                                     | Verwaltungsgebäude | Finanzamt | 094 02779          | Baudenkmal     | Weitere Bilder |
| Richard-Wagner-Straße 52 (Karte)                                                     | Gerichtsgebäude    | erbaut 1908–1911 als Landgericht nach Entwurf von Paul Thoemer                                                                                     | 094 02734          | Baudenkmal     | Weitere Bilder |
| Richard-Wagner-Straße 52 (Karte)                                                     | Denkmal            | Eicke von Repkow-Denkmal, Inschrift: „DEM SCHÖPFER DES SACHSENSPIEGELS“                                                                            | 094 02767          | Baudenkmal     | Weitere Bilder |
| Richard-Wagner-Straße 55 (Karte)                                                     | Wohnhaus           | | 094 02732          | Baudenkmal     | Weitere Bilder |
| Richard-Wagner-Straße 55, 56 (Karte)                                                 | Häusergruppe       | | 094 02733          | Denkmalbereich | Weitere Bilder |
| Richard-Wagner-Straße 68 (Karte)                                                     | Heine-Haus         | Wohn- und Geschäftshaus erbaut 1927 nach Entwurf des Magdeburger Architekten Paul Schaeffer-Heyrothsberge; nach Kriegsschäden 1950 wiederaufgebaut | 094 02727          | Baudenkmal     | Heine-Haus     |
| Rosenwinkel 11 (Karte)                                                               | Wohnhaus           | | 094 02842          | Baudenkmal     | Wohnhaus       |
| Rosenwinkel 14 (Karte)                                                               | Wohnhaus           | | 094 02881          | Baudenkmal     | Wohnhaus       |
| Rosenwinkel 15 (Karte)                                                               | Wohnhaus           | | 094 02880          | Baudenkmal     | Wohnhaus       |
| Rosenwinkel 16 (Karte)                                                               | Wohnhaus           | | 094 02879          | Baudenkmal     | Wohnhaus       |
| Rosenwinkel 18 (Karte)                                                               | Schule             | Klaussynagoge mit Lehrhaus | 094 02878          | Baudenkmal     | Schule         |
| Rudolf-Breitscheid-Straße 15, 16, 17, 18, 19, 20, 21, 50, 51, 52, 53, 54, 55 (Karte) | Häusergruppe       | | 094 02696          | Denkmalbereich | Weitere Bilder |
| Rudolf-Breitscheid-Straße 30 (Karte)                                                 | Villa              | | 094 03029          | Baudenkmal     | Weitere Bilder |
| Rudolf-Breitscheid-Straße 31 (Karte)                                                 | Villa              | Villa, 2018 als Baudenkmal ausgewiesen | 094 41550          | Baudenkmal     | Weitere Bilder |

### S
| Lage                                         | Bezeichnung               | Beschreibung                                                                            | Erfassungs- nummer | Ausweisungsart               | Bild           |
| -------------------------------------------- | ------------------------- | --------------------------------------------------------------------------------------- | ------------------ | ---------------------------- | -------------- |
| Schmiedestraße 12 (Karte)                    | Wandbild                  | Wandbild, 2021 als Baudenkmal ausgewiesen                                               | 094 18781          | Baudenkmal                   | Weitere Bilder |
| Schützenstraße (Karte)                       | Stadtmauer                |                                                                                         | 094 02909          | Baudenkmal                   | Weitere Bilder |
| Schützenstraße 10a (Karte)                   | Krankenhaus               | Wöchnerinnenheim                                                                        | 094 02834          | Baudenkmal                   | Weitere Bilder |
| Spiegelsberge (Karte)                        | Park                      | Parkanlage (Grünflächen) innerhalb des Landschaftsparks Spiegelsberge                   | 094 03061          | Denkmalbereich               | Weitere Bilder |
| Spiegelsberge (Karte)                        | Belvedere                 |                                                                                         | 094 03002          | Baudenkmal                   | Weitere Bilder |
| Spiegelsberge (Karte)                        | Gedenkstätte              | Gedenkstätte                                                                            | 094 03004          | Baudenkmal                   | Weitere Bilder |
| Spiegelsberge                                | Turm                      | Turm 2024 als Denkmal ausgewiesen                                                       | 094 22044          | Baudenkmal                   |                |
| Spiegelsberge 5 (Karte)                      | Gutshaus                  |                                                                                         | 094 03000          | Baudenkmal                   | Weitere Bilder |
| Spiegelsberge (Karte)                        | Krypta                    |                                                                                         | 094 03001          | Baudenkmal                   | Weitere Bilder |
| Spiegelsberge (Karte)                        | Mausoleum                 |                                                                                         | 094 03005          | Baudenkmal                   | Mausoleum      |
| Spiegelsberge                                | Pavillon                  | vermutlich im Gelände des Tierparks                                                     | 094 03003          | Baudenkmal                   |                |
| Spiegelsberge (Karte)                        | Jagdschloss Spiegelsberge |                                                                                         | 094 03040          | Baudenkmal                   | Weitere Bilder |
| Spiegelsberge 1                              | Wohnhaus                  |                                                                                         | 094 03045          | Baudenkmal                   |                |
| Spiegelsberge 4 (Karte)                      | Hof                       | Wirtschaftshof des ehemaligen Gut Spiegelsberge                                         | 094 02953          | Baudenkmal                   | Hof            |
| Spiegelsbergenweg (Karte)                    | Häusergruppe              |                                                                                         | 094 02854          | Denkmalbereich               | Weitere Bilder |
| Spiegelsbergenweg 2 (Karte)                  | Wohnhaus                  |                                                                                         | 094 03046          | Baudenkmal                   | Weitere Bilder |
| Spiegelsbergenweg 3 (Karte)                  | Wohnhaus                  |                                                                                         | 094 02860          | Baudenkmal                   | Weitere Bilder |
| Spiegelstraße, Ecke Rathenaustraße (Karte)   | Gaststätte                | Milchbar                                                                                | 094 15905          | Baudenkmal                   | Weitere Bilder |
| Spiegelstraße 46 (Karte)                     | Villa                     | Linden-Apotheke                                                                         | 094 03014          | Baudenkmal                   | Weitere Bilder |
| Spiegelstraße 51 (Karte)                     | Wohnhaus                  |                                                                                         | 094 02699          | Denkmalbereich               | Weitere Bilder |
| Spiegelstraße 51, 52, 53, 54, 55, 56 (Karte) | Häusergruppe              |                                                                                         | 094 02700          | Denkmalbereich               | Weitere Bilder |
| Steinhof 2 (Karte)                           | Wohnhaus                  |                                                                                         | 094 02856          | Baudenkmal                   | Weitere Bilder |
| Steinhof 8 (Karte)                           | Wohnhaus                  |                                                                                         | 094 02849          | Baudenkmal                   | Weitere Bilder |
| Steinhof 9 (Karte)                           | Wohnhaus                  | Wohnhaus des Buchbinder                                                                 | 094 02850          | Baudenkmal                   | Weitere Bilder |
| Steinhof 10 (Karte)                          | Wohnhaus                  |                                                                                         | 094 02855          | Baudenkmal                   | Weitere Bilder |
| Steinhof 5, 6 (Karte)                        | Wohnhaus                  |                                                                                         | 094 02848          | Baudenkmal                   | Weitere Bilder |
| Steinstraße 3 (Karte)                        | Pavillon                  | nicht mehr existent, heute Grünfläche                                                   | 094 41256          | Baudenkmal                   | BW             |
| Steinstraße 6 (Karte)                        | Pavillon                  | nicht mehr existent, heute Grünfläche                                                   | 094 41257          | Baudenkmal                   | BW             |
| Sternstraße (Karte)                          | Friedhof                  | jüdischer Friedhof (an der Mauer am Roten Strumpf, Flur 35, Flurstück 50)               | 094 02800          | Denkmalbereich               | Weitere Bilder |
| Sternstraße (Karte)                          | Friedhof                  | jüd.Friedhof (II.) (an der Stadtmauer)                                                  | 094 02801          | Denkmalbereich               | Weitere Bilder |
| Sternstraße (Karte)                          | Friedhof                  | katholischer Friedhof (rechte Mauer vom Roten Strumpf / Katholischer Friedhof am Berge) | 094 02802          | Denkmalbereich               | Weitere Bilder |
| Sternstraße                                  | Häusergruppe              | 2 Speicherbauten                                                                        | 094 02717          | Denkmalbereich               |                |
| Sternstraße (Karte)                          | Mauer                     |                                                                                         | 094 02716          | Denkmalbereich               | Weitere Bilder |
| Sternstraße (Karte)                          | Distanzstein              | B 79, ortsauswärts an der Straße rechts vor der Holtemmenbrücke                         | 094 25511          | Kleindenkmal                 | Weitere Bilder |
| Sternstraße 2 (Karte)                        | Villa                     |                                                                                         | 094 02763          | Baudenkmal                   | Weitere Bilder |
| Sternstraße 7 (Karte)                        | Sternenhaus               | Ausspanne                                                                               | 094 02764          | Baudenkmal                   | Sternenhaus    |
| Sternstraße 7 (Karte)                        | Gartenlaube               | Gartenlaube Gartenhaus im Park vom Sternenhaus                                          | 094 02764 001      | Teilobjekt eines Baudenkmals | Weitere Bilder |
| Sternstraße 7                                | Park                      | Park                                                                                    | 094 02764 002      | Teilobjekt eines Baudenkmals |                |
| Straße der Opfer des Faschismus 3 (Karte)    | Verwaltungsgebäude        | Ehemaliges Lehrerseminar, heute Polizeirevier                                           | 094 02797          | Baudenkmal                   | Weitere Bilder |
| Straße der Opfer des Faschismus 6 (Karte)    | Wohn- und Geschäftshaus   |                                                                                         | 094 02793          | Baudenkmal                   | Weitere Bilder |
| Straße der Opfer des Faschismus 8 (Karte)    | Wohnhaus                  |                                                                                         | 094 02792          | Baudenkmal                   | Weitere Bilder |
| Straße der Opfer des Faschismus 18 (Karte)   | Ehemaliges Postamt        |                                                                                         | 094 02788          | Baudenkmal                   | Weitere Bilder |
| Straße der Opfer des Faschismus 20a (Karte)  | Wohnhaus                  |                                                                                         | 094 02789          | Baudenkmal                   | Weitere Bilder |
| Straße der Opfer des Faschismus 23 (Karte)   | Wohnhaus                  |                                                                                         | 094 02790          | Baudenkmal                   | Weitere Bilder |
| Straße der Opfer des Faschismus 30 (Karte)   | Schule                    |                                                                                         | 094 02791          | Baudenkmal                   | Weitere Bilder |
| Straße der Opfer des Faschismus 38 (Karte)   | Theater                   | Volkstheater                                                                            | 094 02794          | Baudenkmal                   | Weitere Bilder |
| Südstraße 15, 16 (Karte)                     | Häusergruppe              |                                                                                         | 094 03019          | Denkmalbereich               | Weitere Bilder |
| Südstraße 53, 54, 55, 56, 57, 58 (Karte)     | Häusergruppe              |                                                                                         | 094 03017          | Denkmalbereich               | Weitere Bilder |
| Südstraße 64 (Karte)                         | Wohnhaus                  |                                                                                         | 094 03018          | Baudenkmal                   | Weitere Bilder |

### T
| Lage                     | Bezeichnung | Beschreibung | Erfassungs- nummer | Ausweisungsart | Bild       |
| ------------------------ | ----------- | ------------ | ------------------ | -------------- | ---------- |
| Taubenstraße 29a (Karte) | Wohnhaus    |              | 094 02895          | Baudenkmal     | Wohnhaus   |
| Taubenstraße 30 (Karte)  | Wohnhaus    |              | 094 02896          | Baudenkmal     | Wohnhaus   |
| Trillgasse 10 (Karte)    | Waisenhaus  |              | 094 02910          | Baudenkmal     | Waisenhaus |
| Trillgasse 10 (Karte)    | Wohnturm    |              | 094 02911          | Baudenkmal     | Wohnturm   |

### U
| Lage                      | Bezeichnung | Beschreibung | Erfassungs- nummer | Ausweisungsart | Bild           |
| ------------------------- | ----------- | ------------ | ------------------ | -------------- | -------------- |
| Unter der Tanne 8 (Karte) | Wohnhaus    |              | 094 02857          | Baudenkmal     | Weitere Bilder |

### V
| Lage                   | Bezeichnung             | Beschreibung             | Erfassungs- nummer | Ausweisungsart | Bild                    |
| ---------------------- | ----------------------- | ------------------------ | ------------------ | -------------- | ----------------------- |
| Voigtei 1 (Karte)      | Wohn- und Geschäftshaus |                          | 094 12712          | Baudenkmal     | Wohn- und Geschäftshaus |
| Voigtei 1 (Karte)      | Wohnhaus                |                          | 094 02808          | Baudenkmal     | Wohnhaus                |
| Voigtei 5 (Karte)      | Bürgerhaus              |                          | 094 02839          | Baudenkmal     | Bürgerhaus              |
| Voigtei 8 (Karte)      | Wohnhaus                |                          | 094 02840          | Baudenkmal     | Wohnhaus                |
| Voigtei 11 (Karte)     | Wohn- und Geschäftshaus |                          | 094 02810          | Baudenkmal     | Wohn- und Geschäftshaus |
| Voigtei 17 (Karte)     | Wohn- und Geschäftshaus |                          | 094 02891          | Baudenkmal     | Wohn- und Geschäftshaus |
| Voigtei 21 (Karte)     | Wohnhaus                |                          | 094 02995          | Baudenkmal     | Wohnhaus                |
| Voigtei 26 (Karte)     | Wohn- und Geschäftshaus |                          | 094 02893          | Baudenkmal     | Wohn- und Geschäftshaus |
| Voigtei 27 (Karte)     | Wohn- und Geschäftshaus |                          | 094 02894          | Baudenkmal     | Wohn- und Geschäftshaus |
| Voigtei 39 (Karte)     | Bürgerhaus              |                          | 094 02890          | Baudenkmal     | Bürgerhaus              |
| Voigtei 40 (Karte)     | Ackerbürgerhaus         |                          | 094 02996          | Baudenkmal     | Ackerbürgerhaus         |
| Voigtei 41 (Karte)     | Ackerbürgerhof          | am Nordrand der Altstadt | 094 02992          | Baudenkmal     | Ackerbürgerhof          |
| Voigtei 42 (Karte)     | Wohnhaus                |                          | 094 02993          | Baudenkmal     | Wohnhaus                |
| Voigtei 44 (Karte)     | Bürgerhaus              |                          | 094 02994          | Baudenkmal     | Bürgerhaus              |
| Voigtei 48 (Karte)     | Ackerbürgerhof          | Roggelscher Hof          | 094 02811          | Baudenkmal     | Ackerbürgerhof          |
| Voigtei 51, 52 (Karte) | Fabrik                  |                          | 094 02809          | Baudenkmal     | Fabrik                  |
| Voigtei 58 (Karte)     | Wohnhaus                |                          | 094 02841          | Baudenkmal     | Wohnhaus                |
| Vor der Klus 1 (Karte) | Villa                   |                          | 094 02999          | Baudenkmal     | Weitere Bilder          |

### W
| Lage                                                           | Bezeichnung             | Beschreibung                                                                                            | Erfassungs- nummer | Ausweisungsart | Bild                    |
| -------------------------------------------------------------- | ----------------------- | --- | ------------------ | -------------- | ----------------------- |
| Wasserturmstraße (Karte)                                       | Wasserturm              | | 094 02714          | Baudenkmal     | Wasserturm              |
| Wasserturmstraße 64 (Karte)                                    | Sozialgebäude           | Gehörlosenheim                                                                                          | 094 02766          | Baudenkmal     | Weitere Bilder          |
| Wehrstedter Straße 1A (Karte)                                  | Wasserturm              | Baujahr 1911; Höhe 34 m; Durchmesser der Kugel 11 m (ca.600.000 Liter); Versorgung der Dampflokomotiven | 094 12797          | Baudenkmal     | Weitere Bilder          |
| Wehrstedter Straße 48 (Karte)                                  | Gaswerk                 | | 094 50559          | Baudenkmal     | Weitere Bilder          |
| Wernigeröder Straße 10, 11, 12, 13, 14, 15, 16, 17, 18 (Karte) | Häusergruppe            | | 094 02715          | Denkmalbereich | Weitere Bilder          |
| Westendorf (Karte)                                             | Johanneskirche          | St. Johannis erbaut 1646 bis 1648. Eine der größten Fachwerkkirchen Deutschlands                        | 094 03076          | Baudenkmal     | Weitere Bilder          |
| Westendorf 5 (Karte)                                           | Wohnhaus                | gegenüber Nr. 56                                                                                        | 094 02803          | Baudenkmal     | Weitere Bilder          |
| Westendorf 6 (Karte)                                           | Wohnhaus                | | 094 02804          | Baudenkmal     | Weitere Bilder          |
| Westendorf 9 (Karte)                                           | Gasthof                 | | 094 03073          | Baudenkmal     | Gasthof                 |
| Westendorf 10 (Karte)                                          | Wohnhaus                | | 094 02966          | Baudenkmal     | Wohnhaus                |
| Westendorf 12 (Karte)                                          | Ackerbürgerhof          | | 094 25512          | Baudenkmal     | Ackerbürgerhof          |
| Westendorf 13, 14 (Karte)                                      | Wohnhaus                | | 094 02967          | Baudenkmal     | Wohnhaus                |
| Westendorf 15a (Karte)                                         | Schule                  | ehemalige Judenschule                                                                                   | 094 03067          | Baudenkmal     | Schule                  |
| Westendorf 16 (Karte)                                          | Wohnhaus                | | 094 03066          | Baudenkmal     | Weitere Bilder          |
| Westendorf 17 (Karte)                                          | Wohnhaus                | | 094 25513          | Baudenkmal     | Weitere Bilder          |
| Westendorf 18, 19 (Karte)                                      | Schule                  | Doppel-Fachwerkhaus, ehemalige Schule                                                                   | 094 03069          | Baudenkmal     | Weitere Bilder          |
| Westendorf 20 (Karte)                                          | Pfarrhof                | | 094 03070          | Baudenkmal     | Pfarrhof                |
| Westendorf 35 (Unter den Zwicken / Domplatz) (Karte)           | Postamt                 | | 094 03075          | Baudenkmal     | Weitere Bilder          |
| Westendorf 37 (Karte)                                          | Wohn- und Geschäftshaus | | 094 03072          | Baudenkmal     | Wohn- und Geschäftshaus |
| Westendorf 37a (Karte)                                         | Bankgebäude             | erbaut für die Reichsbank-Nebenstelle Halberstadt; Architekt: Max Hasak                                 | 094 03071          | Baudenkmal     | Bankgebäude             |
| Westendorf 38 (Karte)                                          | Wohnhaus                | | 094 03074          | Baudenkmal     | Wohnhaus                |
| Westendorf 44, 45 (Karte)                                      | Wohnhaus                | | 094 03065          | Baudenkmal     | Wohnhaus                |
| Westendorf 46 (Karte)                                          | Wohn- und Geschäftshaus | | 094 02968          | Baudenkmal     | Wohn- und Geschäftshaus |
| Westendorf 52 (Karte)                                          | Wohnhaus Westendorf 52  | zweigeschossiges Fachwerkhaus vom Ende des 16. Jahrhunderts                                             | 094 02807          | Baudenkmal     | Weitere Bilder          |
| Westendorf 53 (Karte)                                          | Wohn- und Geschäftshaus | | 094 02806          | Baudenkmal     | Wohn- und Geschäftshaus |
| Westendorf 55 (Karte)                                          | Wohnhaus                | | 094 02805          | Baudenkmal     | Wohnhaus                |
| Westerhäuserstraße 5, 6, 7 (Karte)                             | Häusergruppe            | | 094 03047          | Denkmalbereich | Weitere Bilder          |
| Westerhäuserstraße 17, 18, 19, 20, 21 (Karte)                  | Straßenzeile            | | 094 02956          | Denkmalbereich | Weitere Bilder          |
| Wilhelm-Külz-Straße 9, 10, 11, 12, 13 (Karte)                  | Häusergruppe            | | 094 02795          | Denkmalbereich | Häusergruppe            |
| Wilhelm-Trautewein-Straße 19 (Karte)                           | Plastik                 | Plastik                                                                                                 | 094 18785          | Kleindenkmal   | Weitere Bilder          |
| Wilhelm-Trautewein-Straße 19 (Karte)                           | Skulptur                | Skulptur                                                                                                | 094 18786          | Kleindenkmal   | Weitere Bilder          |
| Windthorststraße 6, 7, 8, 9, 10 (Karte)                        | Häusergruppe            | | 094 02960          | Denkmalbereich | Weitere Bilder          |
| Windthorststraße 33 (Karte)                                    | Altenheim               | St. Josef                                                                                               | 094 02958          | Baudenkmal     | Weitere Bilder          |

## Nach Stadtteilen

### Neu Runstedt
| Lage                               | Bezeichnung  | Beschreibung                                       | Erfassungs- nummer | Ausweisungsart | Bild           |
| ---------------------------------- | ------------ | -------------------------------------------------- | ------------------ | -------------- | -------------- |
| Dorfstraße 7, 8, 9, 10, 11 (Karte) | Häusergruppe |                                                    | 094 02964          | Denkmalbereich | Häusergruppe   |
| Spiegelsberge (Karte)              | Zollhaus     | besteht aus vier Einzelgebäuden an der Huychaussee | 094 03062          | Denkmalbereich | Weitere Bilder |

### Wehrstedt
| Lage                           | Bezeichnung             | Beschreibung                         | Erfassungs- nummer | Ausweisungsart | Bild           |
| ------------------------------ | ----------------------- | ------------------------------------ | ------------------ | -------------- | -------------- |
| Dorfstraße (Karte)             | Sankt-Laurentius-Kirche |                                      | 094 03137          | Baudenkmal     | Weitere Bilder |
| Dorfstraße (Karte)             | Friedhof                |                                      | 094 02701          | Denkmalbereich | Weitere Bilder |
| Am Anger 2 (Karte)             | Mühlenhof               | Geistmühle in der Wideck, Am Anger 2 | 094 03139          | Baudenkmal     | Weitere Bilder |
| Kirchstraße 35 (Karte)         | Bauernhaus              |                                      | 094 02706          | Baudenkmal     | Bauernhaus     |
| Schillerstraße 3, 4, 5 (Karte) | Schule                  |                                      | 094 02705          | Denkmalbereich | Schule         |
| Schulstraße 13 (Karte)         | Bauernhaus              |                                      | 094 02704          | Baudenkmal     | Bauernhaus     |

## Ehemalige Kulturdenkmale
Die nachfolgenden Objekte waren ursprünglich ebenfalls denkmalgeschützt oder wurden in der Literatur als Kulturdenkmale geführt. Die Denkmale bestehen heute jedoch nicht mehr, ihre Unterschutzstellung wurde aufgehoben oder sie werden nicht mehr als Denkmale betrachtet. Mitunter sind Einzelobjekte aber noch immer Bestandteil eines geschützten Denkmalbereichs.

### Halberstadt
| Lage                                                                                                  | Bezeichnung                 | Beschreibung | Erfassungs- nummer | Ausweisungsart | Bild                        |
| --- | --------------------------- | --- | ------------------ | -------------- | --------------------------- |
| (Karte)                                                                                               | Sankt-Peter-und-Paul-Kirche | Kirche, bei Luftangriff 1945 schwer zerstört, Ruine 1969 abgerissen                                                                                         |                    | Baudenkmal     | Sankt-Peter-und-Paul-Kirche |
| Koordinaten fehlen! Hilf mit.                                                                         | Rathaus Halberstadt         | Rathaus, ab 1381 entstanden, 1945 bei Luftangriff vollständig zerstört                                                                                      |                    | Baudenkmal     | Rathaus Halberstadt         |
| Koordinaten fehlen! Hilf mit.                                                                         | Stadttheater                | Theater, 1903 bis 1905 errichtet, 1945 zerstört |                    | Baudenkmal     | Stadttheater                |
| Am Kulk 7 (Karte)                                                                                     | Wohnhaus                    | 2010 abgerissen und danach neu bebaut | 094 02932          | Baudenkmal     | Wohnhaus                    |
| Antoniusstraße 9                                                                                      |                             | Fachwerkhaus, bei Luftangriff 1945 zerstört |                    | Baudenkmal     |                             |
| Antoniusstraße 17                                                                                     |                             | Fachwerkhaus, bei Luftangriff 1945 zerstört |                    | Baudenkmal     |                             |
| Augustenstraße 9–11 (Karte)                                                                           | Villa                       | Gebäude nicht mehr existent, von Nr. 9 steht noch eine alte Umfriedungsmauser. Grundstücke Nr. 10 und 11 sind mit einem Discounter (NP) bebaut + Parkfläche | 094 12843          | Baudenkmal     | Weitere Bilder              |
| Bakenstraße 44                                                                                        |                             | Fachwerkhaus, bei Luftangriff 1945 zerstört |                    | Baudenkmal     |                             |
| Bakenstraße 45                                                                                        |                             | Fachwerkhaus, bei Luftangriff 1945 zerstört |                    | Baudenkmal     |                             |
| Bakenstraße 50 (Karte)                                                                                | Wohnhaus                    | schon vor 2000 abgerissen, derzeit unbebautes Grundstück | 094 02859          | Baudenkmal     | Wohnhaus                    |
| Bakenstraße 51 (Karte)                                                                                | Wohnhaus                    | schon vor 2000 abgerissen, derzeit unbebautes Grundstück | 094 02866          | Baudenkmal     | Wohnhaus                    |
| Beginenstraße 1–5                                                                                     |                             | Fachwerkhäuser, bei Luftangriff 1945 zerstört |                    | Baudenkmal     |                             |
| Beginenstraße 7                                                                                       |                             | Fachwerkhaus von 1609, bei Luftangriff 1945 zerstört |                    | Baudenkmal     |                             |
| Beginenstraße 8                                                                                       |                             | Fachwerkhaus, bei Luftangriff 1945 zerstört |                    | Baudenkmal     |                             |
| Beginenstraße 9                                                                                       |                             | Fachwerkhaus, bei Luftangriff 1945 zerstört |                    | Baudenkmal     |                             |
| Beginenstraße 13                                                                                      |                             | Fachwerkhaus, bei Luftangriff 1945 zerstört |                    | Baudenkmal     |                             |
| Beginenstraße 14                                                                                      |                             | Fachwerkhaus, bei Luftangriff 1945 zerstört |                    | Baudenkmal     |                             |
| Braunschweiger Straße 41, 42 nordwestlich der Altstadt (Karte)                                        | Gasthof                     | Gasthof „Odeum“, nach 2009 abgerissen, Grundstück mit einem modernen Wohnblock neu bebaut                                                                   | 094 02719          | Baudenkmal     | Gasthof                     |
| Braunschweiger Straße 87 (Karte)                                                                      | Wohnhaus                    | Wohnhaus nicht mehr existent, Kauflandgelände | 094 02721          | Baudenkmal     | BW                          |
| Breiter Weg 2                                                                                         |                             | Fachwerkhaus, bei Luftangriff 1945 zerstört |                    | Baudenkmal     |                             |
| Breiter Weg 5                                                                                         |                             | Fachwerkhaus, bei Luftangriff 1945 zerstört |                    | Baudenkmal     |                             |
| Breiter Weg 6                                                                                         |                             | Fachwerkhaus, bei Luftangriff 1945 zerstört |                    | Baudenkmal     |                             |
| Breiter Weg 6, 7, 8, 9, 13, 14 A, 14 B, 15 A, 15 B, 16, 17, 18, 19, 20, 21, 22, 26, 30, 34, 35, 39    | Straßenzug Breiter Weg      | Straßenzug Am 6. März 2020 wurde nach Gesprächen mit dem Stadtplanungsamt entschieden, die Eintragung nicht weiter zu verfolgen.                            | 094 41551          | Denkmalbereich |                             |
| Breiter Weg 8                                                                                         |                             | Fachwerkhaus, bei Luftangriff 1945 zerstört |                    | Baudenkmal     |                             |
| Breiter Weg 9                                                                                         |                             | Fachwerkhaus, bei Luftangriff 1945 zerstört |                    | Baudenkmal     |                             |
| Breiter Weg 12                                                                                        |                             | Fachwerkhaus, bei Luftangriff 1945 zerstört |                    | Baudenkmal     |                             |
| Breiter Weg 13                                                                                        |                             | Fachwerkhaus, bei Luftangriff 1945 zerstört |                    | Baudenkmal     |                             |
| Breiter Weg 18                                                                                        |                             | Fachwerkhaus, bei Luftangriff 1945 zerstört |                    | Baudenkmal     |                             |
| Breiter Weg 20                                                                                        |                             | Fachwerkhaus, bei Luftangriff 1945 zerstört |                    | Baudenkmal     |                             |
| Breiter Weg 23-25                                                                                     |                             | Fachwerkhäuser, bei Luftangriff 1945 zerstört |                    | Baudenkmal     |                             |
| Breiter Weg 28                                                                                        |                             | Fachwerkhaus, bei Luftangriff 1945 zerstört |                    | Baudenkmal     |                             |
| Breiter Weg 29                                                                                        |                             | Fachwerkhaus, bei Luftangriff 1945 zerstört |                    | Baudenkmal     |                             |
| Breiter Weg 33                                                                                        |                             | Fachwerkhaus, bei Luftangriff 1945 zerstört |                    | Baudenkmal     |                             |
| Breiter Weg 34                                                                                        |                             | Fachwerkhaus, bei Luftangriff 1945 zerstört |                    | Baudenkmal     |                             |
| Breiter Weg 38                                                                                        |                             | Fachwerkhaus von 1559, bei Luftangriff 1945 zerstört |                    | Baudenkmal     |                             |
| Breiter Weg 39                                                                                        |                             | Fachwerkhaus von 1558, bei Luftangriff 1945 zerstört |                    | Baudenkmal     |                             |
| Breiter Weg 41                                                                                        |                             | Fachwerkhaus, bei Luftangriff 1945 zerstört |                    | Baudenkmal     |                             |
| Breiter Weg 48-54                                                                                     |                             | Fachwerkhäuser, bei Luftangriff 1945 zerstört |                    | Baudenkmal     |                             |
| Breiter Weg 59                                                                                        |                             | Fachwerkhaus, bei Luftangriff 1945 zerstört |                    | Baudenkmal     |                             |
| Breiter Weg 61-63                                                                                     |                             | Fachwerkhäuser, bei Luftangriff 1945 zerstört |                    | Baudenkmal     |                             |
| Breiter Weg 64                                                                                        |                             | Fachwerkhaus von 1651, bei Luftangriff 1945 zerstört |                    | Baudenkmal     |                             |
| Breiter Weg 65                                                                                        |                             | Fachwerkhaus, bei Luftangriff 1945 zerstört |                    | Baudenkmal     |                             |
| Breiter Weg 69                                                                                        |                             | Fachwerkhaus, bei Luftangriff 1945 zerstört |                    | Baudenkmal     |                             |
| Breiter Weg 70                                                                                        |                             | Fachwerkhaus, bei Luftangriff 1945 zerstört |                    | Baudenkmal     |                             |
| Burgtreppe 3                                                                                          |                             | Fachwerkhaus, bei Luftangriff 1945 zerstört |                    | Baudenkmal     |                             |
| Dominikanerstraße 30                                                                                  |                             | Fachwerkhaus, bei Luftangriff 1945 zerstört |                    | Baudenkmal     |                             |
| Domplatz                                                                                              | Wohnhof                     | | 094 02827          | Baudenkmal     |                             |
| Domplatz 6                                                                                            |                             | Haus, bei Luftangriff 1945 zerstört |                    | Baudenkmal     |                             |
| Domplatz 10                                                                                           |                             | Haus, bei Luftangriff 1945 zerstört |                    | Baudenkmal     |                             |
| Domplatz 11                                                                                           |                             | Haus, bei Luftangriff 1945 zerstört |                    | Baudenkmal     |                             |
| Domplatz 15                                                                                           |                             | Haus, bei Luftangriff 1945 zerstört |                    | Baudenkmal     |                             |
| Domplatz 19                                                                                           |                             | Haus, bei Luftangriff 1945 zerstört |                    | Baudenkmal     |                             |
| Domplatz 21-30                                                                                        |                             | Häuser, bei Luftangriff 1945 zerstört |                    | Baudenkmal     |                             |
| Domplatz 38, 39                                                                                       |                             | Kurie, bei Luftangriff 1945 zerstört |                    | Baudenkmal     |                             |
| Fischmarkt 1, Krebsschere                                                                             |                             | Fachwerkhaus von 1480, bei Luftangriff 1945 zerstört, Ruine später abgerissen                                                                               |                    | Baudenkmal     |                             |
| Fischmarkt 2                                                                                          |                             | Fachwerkhaus, bei Luftangriff 1945 zerstört, Ruine später abgerissen                                                                                        |                    | Baudenkmal     |                             |
| Fischmarkt 5                                                                                          | Hackerbräu                  | Fachwerkhaus, bei Luftangriff 1945 zerstört, Ruine später abgerissen                                                                                        |                    | Baudenkmal     | Hackerbräu                  |
| Fischmarkt 8, Breiter Weg                                                                             | Alte Ratswaage              | Fachwerkhaus von 1519, bei Luftangriff 1945 zerstört, Ruine später abgerissen                                                                               |                    | Baudenkmal     | Alte Ratswaage              |
| Fischmarkt 14                                                                                         |                             | Fachwerkhaus, bei Luftangriff 1945 zerstört, Ruine später abgerissen                                                                                        |                    | Baudenkmal     |                             |
| Fischmarkt 17                                                                                         |                             | Fachwerkhaus, bei Luftangriff 1945 zerstört, Ruine später abgerissen                                                                                        |                    | Baudenkmal     |                             |
| Franziskanerstraße 9                                                                                  |                             | Fachwerkhaus, bei Luftangriff 1945 zerstört |                    | Baudenkmal     |                             |
| Franziskanerstraße 10                                                                                 |                             | Fachwerkhaus, bei Luftangriff 1945 zerstört |                    | Baudenkmal     |                             |
| Franziskanerstraße 12                                                                                 |                             | Fachwerkhaus von 1542, bei Luftangriff 1945 zerstört |                    | Baudenkmal     |                             |
| Franziskanerstraße 16-18                                                                              |                             | Fachwerkhäuser, bei Luftangriff 1945 zerstört |                    | Baudenkmal     |                             |
| Franziskanerstraße 20                                                                                 |                             | Fachwerkhaus, bei Luftangriff 1945 zerstört |                    | Baudenkmal     |                             |
| Franziskanerstraße 22                                                                                 |                             | Fachwerkhaus, bei Luftangriff 1945 zerstört |                    | Baudenkmal     |                             |
| Franziskanerstraße 23, 24                                                                             |                             | Fachwerkhäuser von 1544, bei Luftangriff 1945 zerstört |                    | Baudenkmal     |                             |
| Franziskanerstraße 26                                                                                 |                             | Fachwerkhaus, bei Luftangriff 1945 zerstört |                    | Baudenkmal     |                             |
| Franziskanerstraße 28/29-31                                                                           |                             | Fachwerkhäuser, bei Luftangriff 1945 zerstört |                    | Baudenkmal     |                             |
| Franziskanerstraße 33/34                                                                              |                             | Fachwerkhaus, bei Luftangriff 1945 zerstört |                    | Baudenkmal     |                             |
| Franziskanerstraße 35                                                                                 |                             | Fachwerkhaus, bei Luftangriff 1945 zerstört |                    | Baudenkmal     |                             |
| Franziskanerstraße 38                                                                                 |                             | Fachwerkhaus von 1588, bei Luftangriff 1945 zerstört |                    | Baudenkmal     |                             |
| Franziskanerstraße 41-43                                                                              |                             | Fachwerkhäuser, bei Luftangriff 1945 zerstört |                    | Baudenkmal     |                             |
| Gerberstraße 1, Woort                                                                                 | Broyhan-Haus                | Fachwerkhaus von 1575, bei Luftangriff 1945 zerstört |                    | Baudenkmal     | Broyhan-Haus                |
| Gerberstraße 5                                                                                        |                             | Fachwerkhaus, bei Luftangriff 1945 zerstört |                    | Baudenkmal     |                             |
| Gerberstraße 12-14                                                                                    |                             | Fachwerkhäuser, bei Luftangriff 1945 zerstört |                    | Baudenkmal     |                             |
| Gerberstraße 15                                                                                       |                             | massives Gebäude, bei Luftangriff 1945 zerstört |                    | Baudenkmal     |                             |
| Gerberstraße 16                                                                                       |                             | Fachwerkhaus, bei Luftangriff 1945 zerstört |                    | Baudenkmal     |                             |
| Gleimstraße (Karte)                                                                                   | Krankenhaus                 | Teil des Salvator-Krankenhaus, Koordinaten nicht eindeutig bestimmbar                                                                                       | 094 02906          | Baudenkmal     | Weitere Bilder              |
| Gleimstraße 5 (Karte)                                                                                 | Krankenhaus                 | Teil des Salvator-Krankenhaus, Koordinaten nicht eindeutig bestimmbar                                                                                       | 094 02908          | Baudenkmal     | Weitere Bilder              |
| Gleimstraße 6 am nordöstlichen Altstadtring in der Holtemme -Niederung (Karte)                        | Villa                       | nach 2009 abgerissen, derzeit unbebaut | 094 02907          | Baudenkmal     | Villa                       |
| Gleimstraße 8 (Karte)                                                                                 | Schule                      | Rosa-Luxemburg-Schule, nach 2009 abgerissen und derzeit neu bebaut                                                                                          | 094 02846          | Baudenkmal     | Schule                      |
| Göddenstraße 6–9                                                                                      |                             | Fachwerkhäuser, bei Luftangriff 1945 zerstört |                    | Baudenkmal     |                             |
| Göddenstraße 11-13                                                                                    |                             | Fachwerkhäuser, bei Luftangriff 1945 zerstört |                    | Baudenkmal     |                             |
| Göddenstraße 16-18                                                                                    |                             | Fachwerkhäuser, bei Luftangriff 1945 zerstört |                    | Baudenkmal     |                             |
| Göddenstraße 22                                                                                       |                             | Fachwerkhaus, bei Luftangriff 1945 zerstört |                    | Baudenkmal     |                             |
| Göddenstraße 25                                                                                       |                             | Fachwerkhaus von 1697, bei Luftangriff 1945 zerstört |                    | Baudenkmal     |                             |
| Göddenstraße 26                                                                                       |                             | Fachwerkhaus von 1554, bei Luftangriff 1945 zerstört |                    | Baudenkmal     |                             |
| Göddenstraße 28                                                                                       |                             | Fachwerkhaus von 1541, bei Luftangriff 1945 zerstört |                    | Baudenkmal     |                             |
| Gröperstraße 18 (Karte)                                                                               | Ackerbürgerhaus             | vor 2000 abgerissen und seit 2015 neu bebaut | 094 02923          | Baudenkmal     | Ackerbürgerhaus             |
| Grudenberg 3                                                                                          |                             | Haus |                    | Baudenkmal     |                             |
| Harsleber Straße 1                                                                                    |                             | Fachwerkhaus, bei Luftangriff 1945 zerstört |                    | Baudenkmal     |                             |
| Harsleber Straße 4, 5                                                                                 |                             | Fachwerkhäuser, bei Luftangriff 1945 zerstört |                    | Baudenkmal     |                             |
| Harsleber Straße 6                                                                                    |                             | Fachwerkhaus von 1589, bei Luftangriff 1945 zerstört |                    | Baudenkmal     |                             |
| Harsleber Straße 7                                                                                    |                             | Fachwerkhaus, bei Luftangriff 1945 zerstört |                    | Baudenkmal     |                             |
| Harsleber Straße 8                                                                                    |                             | Fachwerkhaus von 1503, bei Luftangriff 1945 zerstört |                    | Baudenkmal     |                             |
| Harsleber Straße 9                                                                                    |                             | Fachwerkhaus von 1604, bei Luftangriff 1945 zerstört |                    | Baudenkmal     |                             |
| Harsleber Straße 10                                                                                   |                             | Fachwerkhaus von 1618, bei Luftangriff 1945 zerstört |                    | Baudenkmal     |                             |
| Harsleber Straße 13                                                                                   |                             | Fachwerkhaus, bei Luftangriff 1945 zerstört |                    | Baudenkmal     |                             |
| Harsleber Straße 15                                                                                   |                             | Fachwerkhaus, bei Luftangriff 1945 zerstört |                    | Baudenkmal     |                             |
| Harsleber Straße, Spiegelstraße                                                                       |                             | Reithalle von 1804, bei Luftangriff 1945 zerstört, Ruine später abgerissen                                                                                  |                    | Baudenkmal     |                             |
| Harzstraße 3 am westlichen Stadtrand (Karte)                                                          | Wohnhaus                    | Haus Kluck, zwischen 2010 und 2015 abgerissen | 107 15038          | Baudenkmal     | Wohnhaus                    |
| Harzstraße 9, 10, 11, 12, 13 (Karte)                                                                  | Kaserne                     | abgerissen | 094 02963          | Baudenkmal     | Kaserne                     |
| Hinter dem Rathause 1                                                                                 |                             | Fachwerkhaus, bei Luftangriff 1945 zerstört, Ruinen später abgerissen                                                                                       |                    | Baudenkmal     |                             |
| Hinter dem Rathause 2                                                                                 |                             | Fachwerkhaus, bei Luftangriff 1945 zerstört, Ruinen später abgerissen                                                                                       |                    | Baudenkmal     |                             |
| Hinter dem Richthause 1-5                                                                             |                             | Fachwerkhäuser, bei Luftangriff 1945 zerstört |                    | Baudenkmal     |                             |
| Hinter dem Richthause 6                                                                               |                             | Fachwerkhaus von 1572, bei Luftangriff 1945 zerstört |                    | Baudenkmal     |                             |
| Hinter dem Richthause 7, 8                                                                            |                             | Fachwerkhäuser, bei Luftangriff 1945 zerstört |                    | Baudenkmal     |                             |
| Hinter der Münze 4                                                                                    |                             | Fachwerkhaus, bei Luftangriff 1945 zerstört |                    | Baudenkmal     |                             |
| Hinter der Münze 14, Krebsscheere                                                                     | Alte Münze                  | Fachwerkhaus, bei Luftangriff 1945 zerstört |                    | Baudenkmal     | Alte Münze                  |
| Hinter der Münze 15                                                                                   |                             | Fachwerkhaus, bei Luftangriff 1945 zerstört |                    | Baudenkmal     |                             |
| Hinter der Münze 17                                                                                   |                             | Fachwerkhaus von 1710, bei Luftangriff 1945 zerstört |                    | Baudenkmal     |                             |
| Hinter der Münze 18                                                                                   |                             | Fachwerkhaus von 1659, bei Luftangriff 1945 zerstört |                    | Baudenkmal     |                             |
| Hinter der Münze 19                                                                                   |                             | Fachwerkhaus, bei Luftangriff 1945 zerstört |                    | Baudenkmal     |                             |
| Hoher Weg 4, Dominikanerstraße                                                                        |                             | Fachwerkhaus, bei Luftangriff 1945 zerstört |                    | Baudenkmal     |                             |
| Hoher Weg 5                                                                                           |                             | Fachwerkhaus von 1532, bei Luftangriff 1945 zerstört |                    | Baudenkmal     |                             |
| Hoher Weg 7                                                                                           |                             | Haus, bei Luftangriff 1945 zerstört |                    | Baudenkmal     |                             |
| Hoher Weg 10                                                                                          |                             | Haus, bei Luftangriff 1945 zerstört |                    | Baudenkmal     |                             |
| Hoher Weg 12                                                                                          |                             | Haus, bei Luftangriff 1945 zerstört |                    | Baudenkmal     |                             |
| Hoher Weg 13                                                                                          |                             | Fachwerkhaus, vermutlich von 1560, bei Luftangriff 1945 zerstört                                                                                            |                    | Baudenkmal     |                             |
| Hoher Weg 15                                                                                          |                             | Haus von 1675, bei Luftangriff 1945 zerstört |                    | Baudenkmal     |                             |
| Hoher Weg 16                                                                                          |                             | Fachwerkhaus, bei Luftangriff 1945 zerstört |                    | Baudenkmal     |                             |
| Hoher Weg 18                                                                                          |                             | Haus, bei Luftangriff 1945 zerstört |                    | Baudenkmal     |                             |
| Hoher Weg 19                                                                                          |                             | Haus, bei Luftangriff 1945 zerstört |                    | Baudenkmal     |                             |
| Hoher Weg 25                                                                                          |                             | Haus, bei Luftangriff 1945 zerstört |                    | Baudenkmal     |                             |
| Hoher Weg 28-30                                                                                       |                             | Häuser, bei Luftangriff 1945 zerstört |                    | Baudenkmal     |                             |
| Hoher Weg 35                                                                                          |                             | Haus, bei Luftangriff 1945 zerstört |                    | Baudenkmal     |                             |
| Hoher Weg 38-40                                                                                       |                             | Häuser, bei Luftangriff 1945 zerstört |                    | Baudenkmal     |                             |
| Hoher Weg 45                                                                                          |                             | Haus, bei Luftangriff 1945 zerstört |                    | Baudenkmal     |                             |
| Holzmarkt                                                                                             | Ratskeller                  | Fachwerkhaus von 1461, bei Luftangriff 1945 zerstört, Ruine später abgerissen                                                                               |                    | Baudenkmal     | Ratskeller                  |
| Holzmarkt 4, 5                                                                                        |                             | Traufenhaus von 1532, bei Luftangriff 1945 zerstört |                    | Baudenkmal     |                             |
| Holzmarkt 8, Schmiedestraße                                                                           | Stelzfuß                    | Fachwerkhaus von 1576, bei Luftangriff 1945 zerstört |                    | Baudenkmal     | Stelzfuß                    |
| Holzmarkt 15, Harsleber Straße                                                                        |                             | Fachwerkhaus aus dem 17. Jahrhundert, bei Luftangriff 1945 zerstört                                                                                         |                    | Baudenkmal     |                             |
| Holzmarkt 16, Harsleber Straße                                                                        |                             | Fachwerkhaus von 1618, bei Luftangriff 1945 zerstört |                    | Baudenkmal     |                             |
| Holzmarkt 20                                                                                          | Kommisse                    | Haus von 1596, bei Luftangriff 1945 zerstört, Ruine später abgerissen, Reste des Portals im Städtischen Museum                                              |                    | Baudenkmal     | Kommisse                    |
| Holzmarkt 22, 23                                                                                      |                             | Fachwerkhaus, bei Luftangriff 1945 zerstört |                    | Baudenkmal     |                             |
| Huystraße 65                                                                                          | Guts-Zollhaus               | Wohnhaus Das Haus wurde abgebrochen, 2024 erfolgte die Streichung aus dem Denkmalverzeichnis.                                                               | 094 02927          | Baudenkmal     |                             |
| Johannisbrunnen 6                                                                                     |                             | Fachwerkhaus, bei Luftangriff 1945 bis auf das Erdgeschoss zerstört                                                                                         |                    | Baudenkmal     |                             |
| Judenstraße 35                                                                                        |                             | Fachwerkhaus, bei Luftangriff 1945 zerstört |                    | Baudenkmal     |                             |
| Kämmekenstraße 8                                                                                      |                             | Fachwerkhaus, bei Luftangriff 1945 zerstört |                    | Baudenkmal     |                             |
| Kornstraße 3–7                                                                                        |                             | Fachwerkhäuser, bei Luftangriff 1945 zerstört, Reste später abgerissen                                                                                      |                    | Baudenkmal     |                             |
| Kornstraße 9                                                                                          |                             | Fachwerkhaus, bei Luftangriff 1945 zerstört, Reste später abgerissen                                                                                        |                    | Baudenkmal     |                             |
| Kornstraße 11                                                                                         |                             | Fachwerkhaus von 1650, bei Luftangriff 1945 zerstört, Reste später abgerissen                                                                               |                    | Baudenkmal     |                             |
| Kornstraße 12                                                                                         |                             | Fachwerkhaus, bei Luftangriff 1945 zerstört, Reste später abgerissen                                                                                        |                    | Baudenkmal     |                             |
| Kornstraße 13                                                                                         |                             | Fachwerkhaus, bei Luftangriff 1945 zerstört, Reste später abgerissen                                                                                        |                    | Baudenkmal     |                             |
| Kornstraße 16                                                                                         |                             | Fachwerkhaus, bei Luftangriff 1945 zerstört, Reste später abgerissen                                                                                        |                    | Baudenkmal     |                             |
| Kornstraße 18                                                                                         |                             | Fachwerkhaus von 1650, bei Luftangriff 1945 zerstört, Reste später abgerissen                                                                               |                    | Baudenkmal     |                             |
| Krebsscheere                                                                                          | Alter Marstall              | Haus von 1574, bei Luftangriff 1945 zerstört |                    | Baudenkmal     | Alter Marstall              |
| Krebsscheere 2                                                                                        |                             | Fachwerkhaus, bei Luftangriff 1945 zerstört, Ruinen später abgerissen                                                                                       |                    | Baudenkmal     |                             |
| Kühlinger Straße 4                                                                                    |                             | Haus, bei Luftangriff 1945 zerstört, Ruinen später abgerissen                                                                                               |                    | Baudenkmal     |                             |
| Kühlinger Straße 8-10                                                                                 |                             | Häuser, bei Luftangriff 1945 zerstört, Ruinen später abgerissen                                                                                             |                    | Baudenkmal     |                             |
| Kühlinger Straße 12                                                                                   |                             | Haus, bei Luftangriff 1945 zerstört, Ruinen später abgerissen                                                                                               |                    | Baudenkmal     |                             |
| Kühlinger Straße 14                                                                                   |                             | Haus, bei Luftangriff 1945 zerstört, Ruinen später abgerissen                                                                                               |                    | Baudenkmal     |                             |
| Kühlinger Straße 17                                                                                   |                             | Haus, bei Luftangriff 1945 zerstört, Ruinen später abgerissen                                                                                               |                    | Baudenkmal     |                             |
| Kühlinger Straße 18                                                                                   |                             | Fachwerkhaus von 1528, bei Luftangriff 1945 zerstört, Ruinen später abgerissen                                                                              |                    | Baudenkmal     |                             |
| Kühlinger Straße 19                                                                                   |                             | Haus, bei Luftangriff 1945 zerstört, Ruinen später abgerissen                                                                                               |                    | Baudenkmal     |                             |
| Kühlinger Straße 23, Neuer Weg                                                                        |                             | Fachwerkhaus von 1518 oder 1528, bei Luftangriff 1945 zerstört, Ruinen später abgerissen                                                                    |                    | Baudenkmal     |                             |
| Kühlinger Straße 28                                                                                   |                             | Fachwerkhaus von 1600, bei Luftangriff 1945 zerstört, Ruinen später abgerissen                                                                              |                    | Baudenkmal     |                             |
| Kühlinger Straße 29                                                                                   |                             | Haus, bei Luftangriff 1945 zerstört, Ruinen später abgerissen                                                                                               |                    | Baudenkmal     |                             |
| Kühlinger Straße 30                                                                                   |                             | Fachwerkhaus von 1599, bei Luftangriff 1945 zerstört, Ruinen später abgerissen                                                                              |                    | Baudenkmal     |                             |
| Kühlinger Straße 31                                                                                   |                             | Fachwerkhaus, bei Luftangriff 1945 zerstört, Ruinen später abgerissen                                                                                       |                    | Baudenkmal     |                             |
| Lichtwerstraße 2                                                                                      |                             | Fachwerkhaus, bei Luftangriff 1945 zerstört |                    | Baudenkmal     |                             |
| Lichtwerstraße 3                                                                                      |                             | Fachwerkhaus, bei Luftangriff 1945 zerstört |                    | Baudenkmal     |                             |
| Lichtwerstraße 5-10                                                                                   |                             | Fachwerkhaus, bei Luftangriff 1945 zerstört |                    | Baudenkmal     |                             |
| Martiniplan 6                                                                                         |                             | Fachwerkhaus, bei Luftangriff 1945 zerstört, Ruine später abgerissen                                                                                        |                    | Baudenkmal     |                             |
| Martiniplan 8                                                                                         |                             | Fachwerkhaus, bei Luftangriff 1945 zerstört, Ruine später abgerissen                                                                                        |                    | Baudenkmal     |                             |
| Martiniplan 9                                                                                         |                             | Fachwerkhaus, bei Luftangriff 1945 zerstört, Ruine später abgerissen                                                                                        |                    | Baudenkmal     |                             |
| Martiniplan 16                                                                                        |                             | massives Gebäude aus dem 18. Jahrhundert, bei Luftangriff 1945 zerstört, Ruine später abgerissen                                                            |                    | Baudenkmal     |                             |
| Martiniplan 25                                                                                        |                             | Fachwerkhaus, bei Luftangriff 1945 zerstört, Ruine später abgerissen                                                                                        |                    | Baudenkmal     |                             |
| Martiniplan 28-32                                                                                     |                             | Fachwerkhaus, bei Luftangriff 1945 zerstört, Ruine später abgerissen                                                                                        |                    | Baudenkmal     |                             |
| Martiniplan 38                                                                                        |                             | Fachwerkhaus von 1699, bei Luftangriff 1945 zerstört, Ruine später abgerissen                                                                               |                    | Baudenkmal     |                             |
| Martiniplan 39                                                                                        |                             | Fachwerkhaus, bei Luftangriff 1945 zerstört, Ruine später abgerissen                                                                                        |                    | Baudenkmal     |                             |
| Michelshagen 2                                                                                        |                             | Hirtenhaus der Pauls-Nachbarschaft, bei Luftangriff 1945 zerstört                                                                                           |                    | Baudenkmal     |                             |
| Michelshagen 3                                                                                        |                             | Haus, bei Luftangriff 1945 zerstört |                    | Baudenkmal     |                             |
| Michelshagen 5                                                                                        |                             | Haus, bei Luftangriff 1945 zerstört |                    | Baudenkmal     |                             |
| Paulsplan 13                                                                                          |                             | einfaches Fachwerkhaus, bei Luftangriff 1945 zerstört, Ruine später abgerissen                                                                              |                    | Baudenkmal     |                             |
| Paulsplan 15                                                                                          |                             | einfaches Fachwerkhaus, bei Luftangriff 1945 zerstört, Ruine später abgerissen                                                                              |                    | Baudenkmal     |                             |
| Paulsstraße 6-8                                                                                       |                             | Fachwerkhäuser, bei Luftangriff 1945 zerstört |                    | Baudenkmal     |                             |
| Paulsstraße 10                                                                                        |                             | Fachwerkhaus von 1669, bei Luftangriff 1945 zerstört |                    | Baudenkmal     |                             |
| Paulsstraße 11                                                                                        |                             | Fachwerkhaus, bei Luftangriff 1945 zerstört |                    | Baudenkmal     |                             |
| Paulsstraße 13-15                                                                                     |                             | Fachwerkhäuser, bei Luftangriff 1945 zerstört |                    | Baudenkmal     |                             |
| Paulsstraße 16                                                                                        |                             | Fachwerkhaus von 1687, bei Luftangriff 1945 zerstört |                    | Baudenkmal     |                             |
| Paulsstraße 17                                                                                        |                             | Fachwerkhaus, bei Luftangriff 1945 zerstört |                    | Baudenkmal     |                             |
| Petersilienstraße 2                                                                                   |                             | Fachwerkhaus, bei Luftangriff 1945 zerstört |                    | Baudenkmal     |                             |
| Petersilienstraße 3                                                                                   |                             | Fachwerkhaus, bei Luftangriff 1945 zerstört |                    | Baudenkmal     |                             |
| Petersilienstraße 7-12                                                                                |                             | Fachwerkhäuser von 1706, bei Luftangriff 1945 zerstört |                    | Baudenkmal     |                             |
| Pfahlgasse 2-5                                                                                        |                             | Häuser, bei Luftangriff 1945 zerstört |                    | Baudenkmal     |                             |
| Pfahlgasse 7                                                                                          |                             | Haus, bei Luftangriff 1945 zerstört |                    | Baudenkmal     |                             |
| Pfahlgasse 8                                                                                          |                             | Haus, bei Luftangriff 1945 zerstört |                    | Baudenkmal     |                             |
| Ritterstraße 1/2                                                                                      |                             | Fachwerkhaus, bei Luftangriff 1945 zerstört |                    | Baudenkmal     |                             |
| Ritterstraße 3                                                                                        |                             | Fachwerkhaus, bei Luftangriff 1945 zerstört |                    | Baudenkmal     |                             |
| Ritterstraße 6-8                                                                                      |                             | Fachwerkhäuser, bei Luftangriff 1945 zerstört |                    | Baudenkmal     |                             |
| Ritterstraße 10                                                                                       |                             | Fachwerkhaus, Hirtenhaus der Harsleber Nachbarschaft, bei Luftangriff 1945 zerstört                                                                         |                    | Baudenkmal     |                             |
| Ritterstraße 11                                                                                       |                             | Fachwerkhaus, bei Luftangriff 1945 zerstört |                    | Baudenkmal     |                             |
| Ritterstraße 12/13                                                                                    |                             | Fachwerkhaus, bei Luftangriff 1945 zerstört |                    | Baudenkmal     |                             |
| Rosmarinstraße 1                                                                                      |                             | Fachwerkhaus, bei Luftangriff 1945 zerstört |                    | Baudenkmal     |                             |
| Rosmarinstraße 4                                                                                      |                             | Fachwerkhaus, bei Luftangriff 1945 zerstört |                    | Baudenkmal     |                             |
| Rosmarinstraße 5                                                                                      |                             | Fachwerkhaus, bei Luftangriff 1945 zerstört |                    | Baudenkmal     |                             |
| Sackgasse                                                                                             |                             | Straßenzug, bei Luftangriff 1945 zerstört |                    | Baudenkmal     |                             |
| Sackplatz 1-3                                                                                         |                             | Häuser, bei Luftangriff 1945 zerstört |                    | Baudenkmal     |                             |
| Sackplatz 5                                                                                           |                             | Haus, bei Luftangriff 1945 zerstört |                    | Baudenkmal     |                             |
| Sackplatz 8-10                                                                                        |                             | Haus, bei Luftangriff 1945 zerstört |                    | Baudenkmal     |                             |
| Sackstraße 1                                                                                          |                             | Haus, bei Luftangriff 1945 zerstört, Ruine später abgerissen                                                                                                |                    | Baudenkmal     |                             |
| Sackstraße 2                                                                                          |                             | Haus, bei Luftangriff 1945 zerstört, Ruine später abgerissen                                                                                                |                    | Baudenkmal     |                             |
| Sackstraße 4                                                                                          |                             | Haus, bei Luftangriff 1945 zerstört, Ruine später abgerissen                                                                                                |                    | Baudenkmal     |                             |
| Sackstraße 7-13                                                                                       |                             | Häuser, bei Luftangriff 1945 zerstört, Ruine später abgerissen                                                                                              |                    | Baudenkmal     |                             |
| Sackstraße 15-17                                                                                      |                             | Häuser, bei Luftangriff 1945 zerstört, Ruine später abgerissen                                                                                              |                    | Baudenkmal     |                             |
| Sackstraße 19/20                                                                                      |                             | Haus, bei Luftangriff 1945 zerstört, Ruine später abgerissen                                                                                                |                    | Baudenkmal     |                             |
| Sackstraße 23                                                                                         |                             | Haus, bei Luftangriff 1945 zerstört, Ruine später abgerissen                                                                                                |                    | Baudenkmal     |                             |
| Sackstraße 24                                                                                         |                             | Haus, bei Luftangriff 1945 zerstört, Ruine später abgerissen                                                                                                |                    | Baudenkmal     |                             |
| Sackstraße 27                                                                                         |                             | Haus, bei Luftangriff 1945 zerstört, Ruine später abgerissen                                                                                                |                    | Baudenkmal     |                             |
| Sackstraße 29                                                                                         |                             | Haus, bei Luftangriff 1945 zerstört, Ruine später abgerissen                                                                                                |                    | Baudenkmal     |                             |
| Sackstraße 31-35                                                                                      |                             | Häuser, bei Luftangriff 1945 zerstört, Ruine später abgerissen                                                                                              |                    | Baudenkmal     |                             |
| Sargstedter Siedlung, Gartenvorstadt, Blumensiedlung, Vogelsiedlung nordwestlich der Altstadt (Karte) | Platz                       | unbebautes Gelände, Stadtgrün | 094 02991          | Denkmalbereich | Weitere Bilder              |
| Schmiedestraße 1-5                                                                                    |                             | Häuser, bei Luftangriff 1945 zerstört |                    | Baudenkmal     |                             |
| Schmiedestraße 10-13                                                                                  |                             | Häuser, bei Luftangriff 1945 zerstört |                    | Baudenkmal     |                             |
| Schmiedestraße 15                                                                                     |                             | Haus, bei Luftangriff 1945 zerstört |                    | Baudenkmal     |                             |
| Schmiedestraße 17                                                                                     |                             | Fachwerkhaus, bei Luftangriff 1945 zerstört |                    | Baudenkmal     |                             |
| Schmiedestraße 18                                                                                     |                             | Fachwerkhaus von 1584, bei Luftangriff 1945 zerstört |                    | Baudenkmal     |                             |
| Schmiedestraße 36                                                                                     |                             | Haus, bei Luftangriff 1945 zerstört |                    | Baudenkmal     |                             |
| Schuhstraße 1                                                                                         |                             | Fachwerkhaus, bei Luftangriff 1945 zerstört |                    | Baudenkmal     |                             |
| Schuhstraße 3                                                                                         |                             | Fachwerkhaus, bei Luftangriff 1945 zerstört |                    | Baudenkmal     |                             |
| Schuhstraße 4                                                                                         |                             | Fachwerkhaus, bei Luftangriff 1945 zerstört |                    | Baudenkmal     |                             |
| Schuhstraße 5, 6                                                                                      |                             | Häuser, bei Luftangriff 1945 zerstört |                    | Baudenkmal     |                             |
| Schuhstraße 7                                                                                         |                             | Fachwerkhaus von 1553, bei Luftangriff 1945 zerstört |                    | Baudenkmal     |                             |
| Schuhstraße 8                                                                                         |                             | Haus, bei Luftangriff 1945 zerstört |                    | Baudenkmal     |                             |
| Schuhstraße 9                                                                                         |                             | Fachwerkhaus von 1688, bei Luftangriff 1945 zerstört |                    | Baudenkmal     |                             |
| Schulstraße 2                                                                                         |                             | Haus, bei Luftangriff 1945 zerstört |                    | Baudenkmal     |                             |
| Schulstraße 3                                                                                         |                             | Haus, bei Luftangriff 1945 zerstört |                    | Baudenkmal     |                             |
| Tränketor 1, Düsterngraben                                                                            |                             | Fachwerkhaus, bei Luftangriff 1945 zerstört |                    | Baudenkmal     |                             |
| Tränketor 2                                                                                           |                             | Fachwerkhaus, bei Luftangriff 1945 zerstört |                    | Baudenkmal     |                             |
| Voigtei 25 (Karte)                                                                                    | Wohn- und Geschäftshaus     | | 094 02892          | Baudenkmal     | Weitere Bilder              |
| Weingarten 1                                                                                          |                             | Haus, bei Luftangriff 1945 zerstört, Ruine später abgerissen                                                                                                |                    | Baudenkmal     |                             |
| Weingarten 8                                                                                          |                             | Haus, bei Luftangriff 1945 zerstört, Ruine später abgerissen                                                                                                |                    | Baudenkmal     |                             |
| Weingarten 10                                                                                         |                             | Haus, bei Luftangriff 1945 zerstört, Ruine später abgerissen                                                                                                |                    | Baudenkmal     |                             |
| Weingarten 18                                                                                         |                             | Haus, bei Luftangriff 1945 zerstört, Ruine später abgerissen                                                                                                |                    | Baudenkmal     |                             |
| Weingarten 19                                                                                         |                             | Haus, bei Luftangriff 1945 zerstört, Ruine später abgerissen                                                                                                |                    | Baudenkmal     |                             |
| Weingarten 21, 22                                                                                     |                             | Häuser, bei Luftangriff 1945 zerstört, Ruine später abgerissen                                                                                              |                    | Baudenkmal     |                             |
| Weingarten 23                                                                                         |                             | Fachwerkhaus von 1681, bei Luftangriff 1945 zerstört, Ruine später abgerissen                                                                               |                    | Baudenkmal     |                             |
| Weingarten 24                                                                                         |                             | Haus, bei Luftangriff 1945 zerstört, Ruine später abgerissen                                                                                                |                    | Baudenkmal     |                             |
| Weingarten 25                                                                                         |                             | Fachwerkhaus, bei Luftangriff 1945 zerstört, Ruine später abgerissen                                                                                        |                    | Baudenkmal     |                             |
| Weingarten 26                                                                                         |                             | Haus, bei Luftangriff 1945 zerstört, Ruine später abgerissen                                                                                                |                    | Baudenkmal     |                             |
| Weingarten 28                                                                                         |                             | Fachwerkhaus von 1697, bei Luftangriff 1945 zerstört, Ruine später abgerissen                                                                               |                    | Baudenkmal     |                             |
| Weingarten 29-31                                                                                      |                             | Häuser, bei Luftangriff 1945 zerstört, Ruinen später abgerissen                                                                                             |                    | Baudenkmal     |                             |
| Westendorf 28                                                                                         |                             | Hofapotheke, Ziegelbau von 1702, bei Luftangriff 1945 zerstört                                                                                              |                    | Baudenkmal     |                             |
| Westendorf 32                                                                                         |                             | Haus, bei Luftangriff 1945 zerstört |                    | Baudenkmal     |                             |
| Westendorf 50                                                                                         |                             | Haus, bei Luftangriff 1945 zerstört |                    | Baudenkmal     |                             |
| Woort 1                                                                                               |                             | Fachwerkhaus, bei Luftangriff 1945 zerstört |                    | Baudenkmal     |                             |
| Woort 3                                                                                               |                             | Fachwerkhaus von 1614, bei Luftangriff 1945 zerstört |                    | Baudenkmal     |                             |
| Woort 4                                                                                               |                             | Fachwerkhaus, bei Luftangriff 1945 zerstört |                    | Baudenkmal     |                             |
| Woort 6                                                                                               |                             | Fachwerkhaus, bei Luftangriff 1945 zerstört |                    | Baudenkmal     |                             |
| Woort 10                                                                                              |                             | Fachwerkhaus, bei Luftangriff 1945 zerstört |                    | Baudenkmal     |                             |
| Woort 12                                                                                              |                             | Fachwerkhaus, bei Luftangriff 1945 zerstört |                    | Baudenkmal     |                             |
| Woort 13                                                                                              |                             | Fachwerkhaus, bei Luftangriff 1945 zerstört |                    | Baudenkmal     |                             |

## Legende
In den Spalten befinden sich folgende Informationen:
- Lage: Nennt den Straßennamen und wenn vorhanden die Hausnummer des Kulturdenkmals. Die Grundsortierung der Liste erfolgt nach dieser Adresse. Der Link „Karte“ führt zu verschiedenen Kartendarstellungen und nennt die geographischen Koordinaten.
Link zu einem Kartenansichtstool, um Koordinaten zu setzen. In der Kartenansicht sind Baudenkmale ohne Koordinaten mit einem roten bzw. orangen Marker dargestellt und können in der Karte gesetzt werden. Baudenkmale ohne Bild sind mit einem blauen bzw. roten Marker gekennzeichnet, Baudenkmale mit Bild mit einem grünen bzw. orangen Marker.
- Offizielle Bezeichnung: Nennt den Namen, die Bezeichnung oder zumindest die Art des Kulturdenkmals und verlinkt, soweit vorhanden, auf den Artikel zum Objekt.
- Beschreibung: Nennt bauliche und geschichtliche Einzelheiten des Kulturdenkmals, vorzugsweise die Denkmaleigenschaften.
- Erfassungsnummer: Für jedes Kulturdenkmal wird in Sachsen-Anhalt eine 20stellige Erfassungsnummer vergeben. Die letzten zwölf Ziffern werden für die Untergliederung nach Teilobjekten genutzt und werden nur angegeben, soweit vergeben. In dieser Spalte kann sich folgendes Icon  befinden, dies führt zu Angaben zu diesem Baudenkmal bei Wikidata.
- Ausweisungsart: Die Einordnung des Denkmales nach § 2 Abs. 2 DenkmSchG LSA
- Bild: Ein Bild des Denkmales, und gegebenenfalls einen Link zu weiteren Fotos des Kulturdenkmals im Medienarchiv Wikimedia Commons. Wenn man auf das Kamerasymbol klickt, können Fotos zu Kulturdenkmalen aus dieser Liste hochgeladen werden: